# Milchsterne
Die Milchsterne (Ornithogalum) sind eine Pflanzengattung der Tribus der Ornithogaleae in der Unterfamilie der Scilloideae innerhalb der Familie der Spargelgewächse (Asparagaceae). Einige Arten werden als Zierpflanzen verwendet, diese werden auch Vogelmilch, Stern von Bethlehem, Gärtnertod oder Gärtnerschreck genannt; der deutsche Trivialname Gärtnertod oder Gärtnerschreck beschreibt ihre lange Haltbarkeit als Schnittblume. Sie sind von Europa über Westasien bis Afghanistan, in Afrika und Madagaskar verbreitet.

## Beschreibung

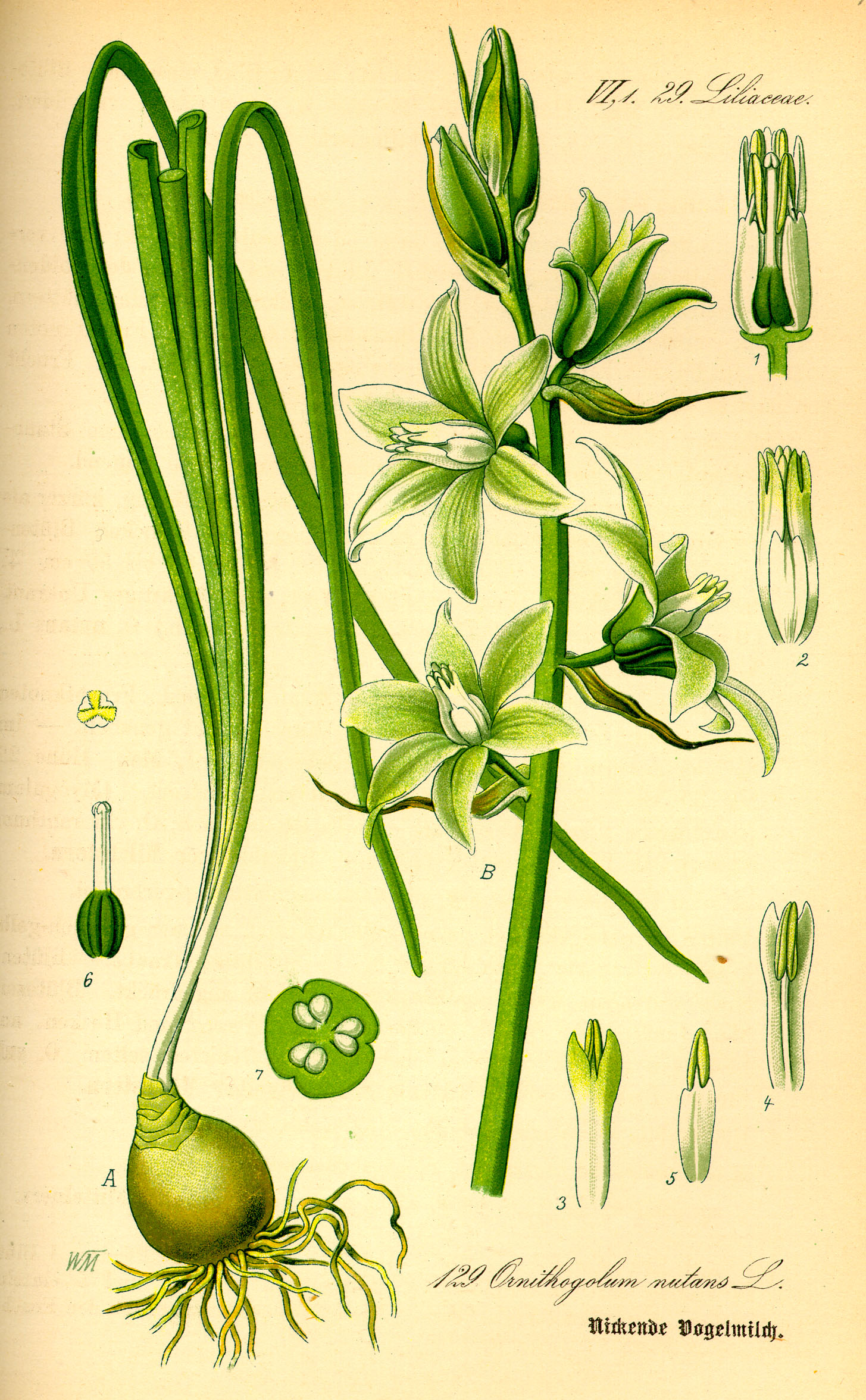
Illustration des Nickenden Milchsterns (Ornithogalum nutans)

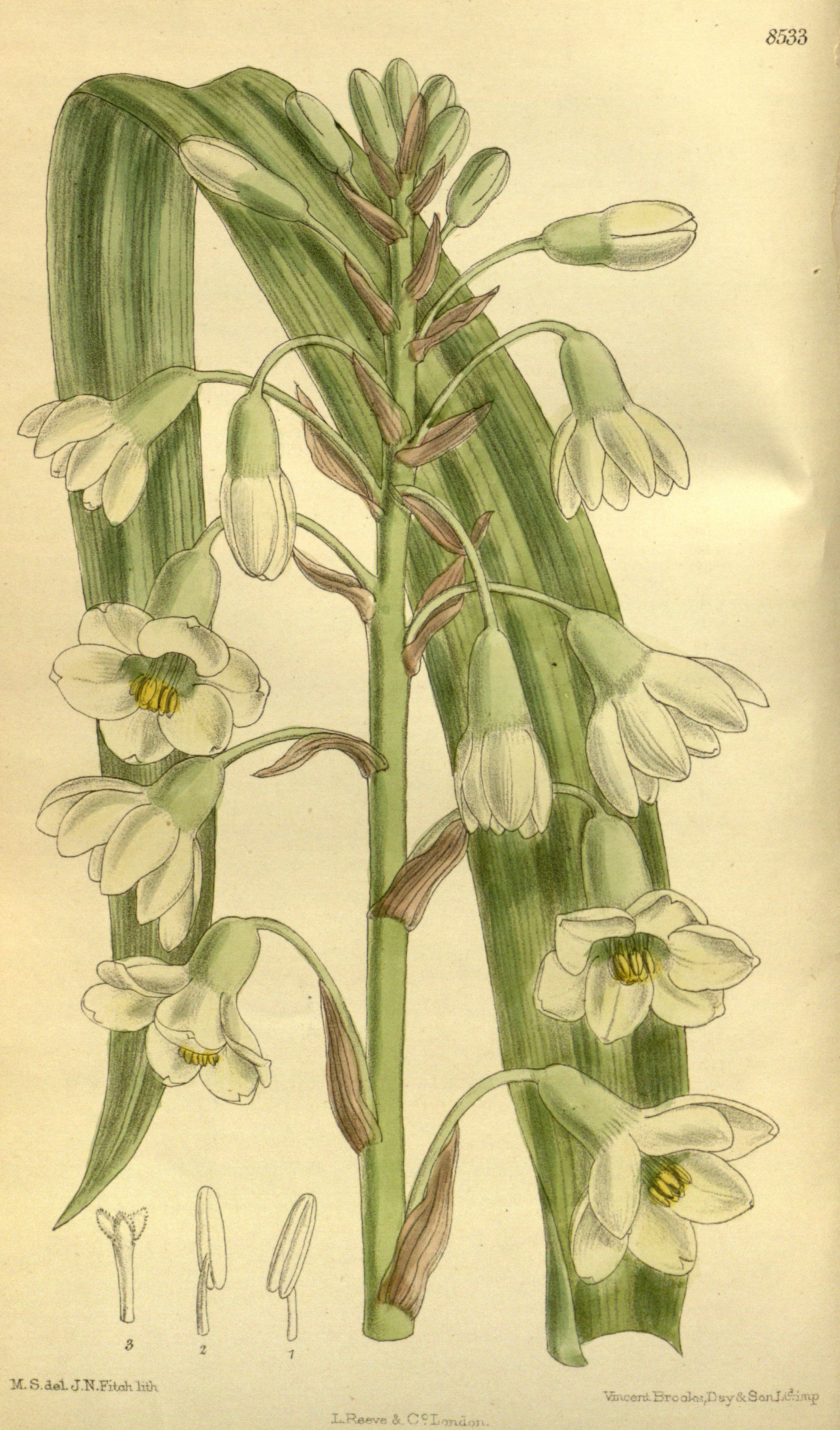
Illustration von Ornithogalum princeps

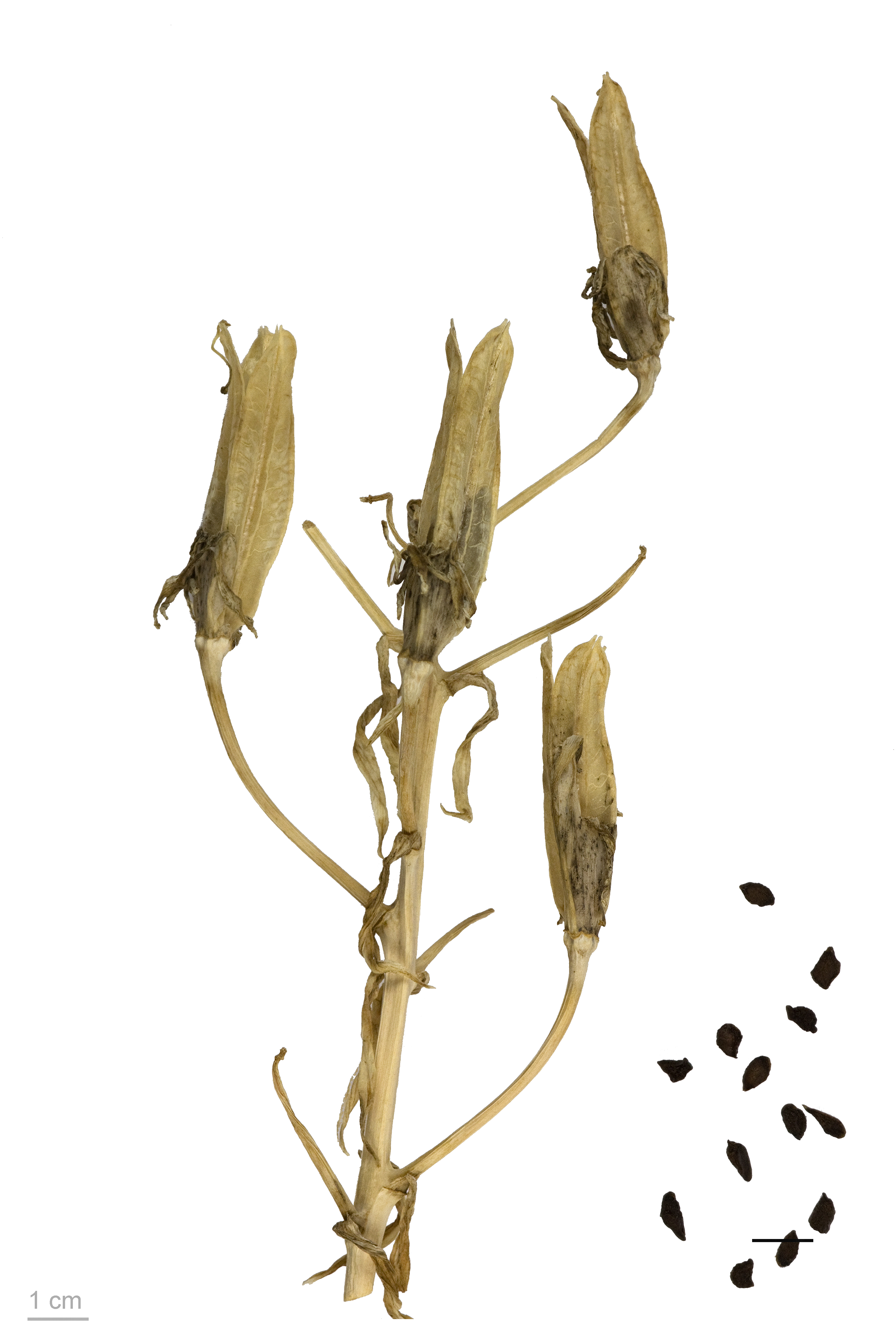
Kapselfrüchte und Samen von Ornithogalum candicans

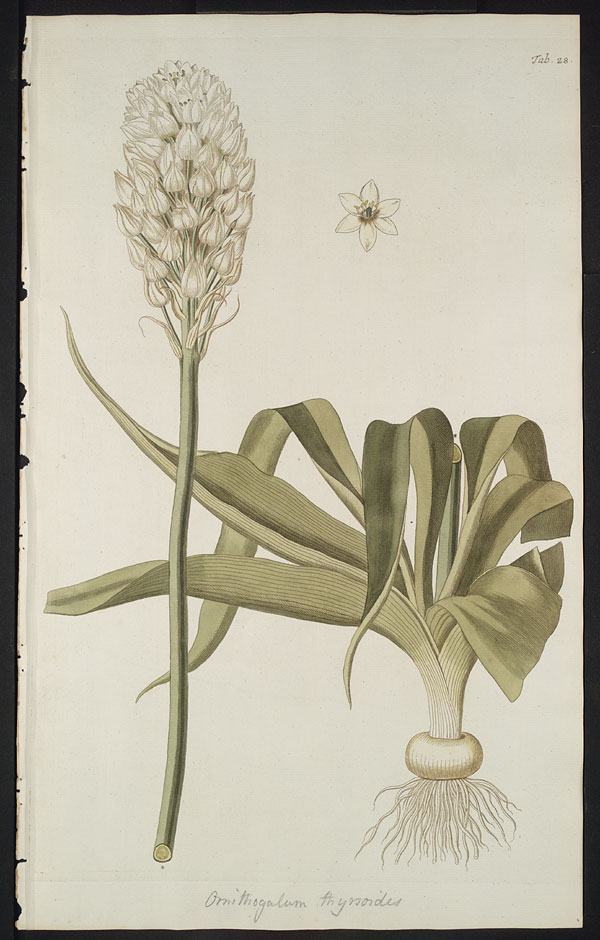
Illustration des Kap-Milchsterns (Ornithogalum thyrsoides)

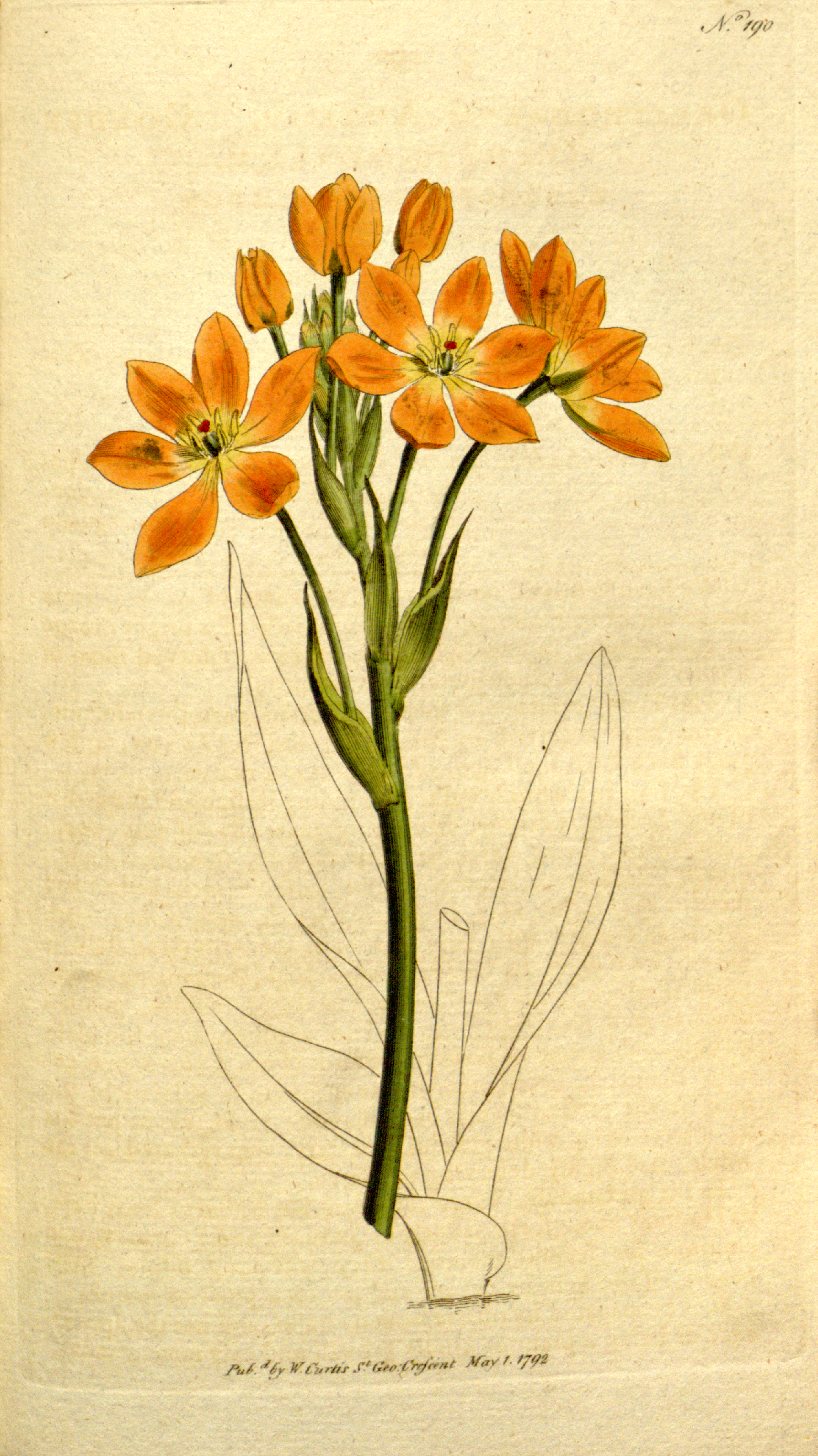
Illustration des Orangefarbenen Milchsterns (Ornithogalum dubium) aus Curtis’s Botanical Magazine, Volume 6, 1793, Tafel 190

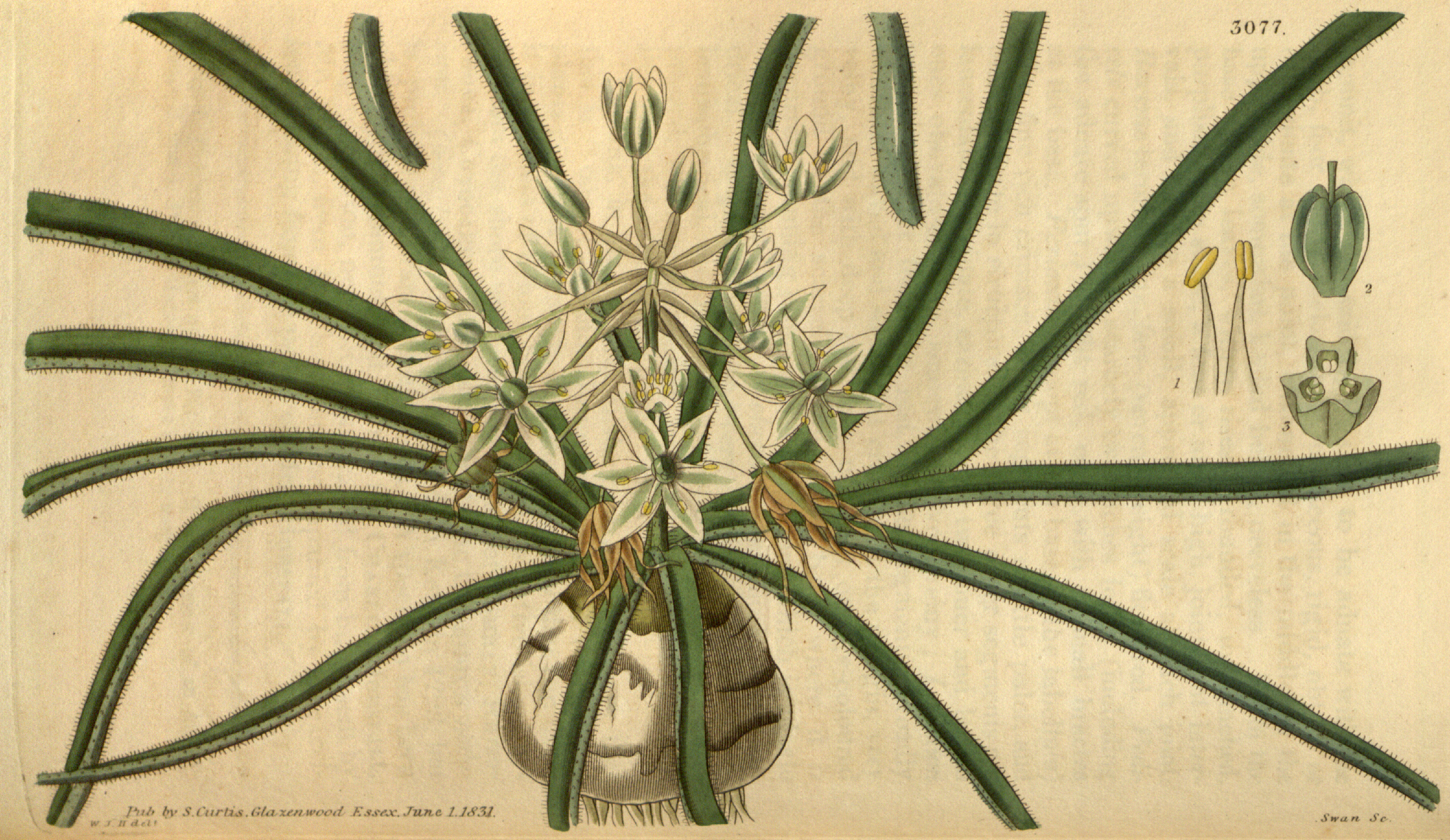
Illustration des Gefransten Milchsterns (Ornithogalum fimbriatum) aus Curtis’s Botanical Magazine, Volume 58, 1831, Tafel 3077

### Vegetative Merkmale
Die Milchstern-Arten sind ausdauernde krautige Pflanzen. Diese Geophyten bilden eiförmige Zwiebeln als Überdauerungsorgane aus. Ihre papierartige Tunika = Außenhaut ist weiß bis hellbraun.
Die wenigen bis einigen Laubblätter sind nur grundständig angeordnet. Die einfachen Blattspreiten sind linealisch bis lanzettlich. Die Blattränder sind glatt oder behaart.

### Generative Merkmale
Auf mehr oder weniger langen Blütenstandsschäften befinden sich die Blütenstände. Zwei bis viele Blüten befinden sich in doldentraubigen oder in traubigen Blütenständen. Im Blütenstand befinden sich kleine häutige Tragblätter und Deckblätter.
Die zwittrigen Blüten sind radiärsymmetrisch und dreizählig. Die sechs gleichgestaltigen bis leicht ungleichen Blütenhüllblätter sind frei und weit ausgebreitet. Die Farben der Blütenhüllblätter sind meist weiß, zuweilen gelb-grün oder grün gestreift, selten orangefarben. Am oberen Ende der freien Staubfäden der sechs Staubblätter sind die Staubbeutel an den Rückseiten (dorsifix) befestigt. Die Staubfäden sind flach, meist breit, manchmal blumenblattartig und laufen auf der Höhe der Staubbeutel auf beiden Seiten in je einen Zahn aus. Drei Fruchtblätter sind zu einem oberständigen, dreikammerigen Fruchtknoten verwachsen; er ist zylindrisch bis kugelförmig und sechskantig. Es sind Septalnektarien vorhanden. Der einzige Griffel ist kurz und endet mit einer einfachen oder undeutlich dreilappigen Narbe.
Die kantigen Kapselfrüchte sind bei Reife papierartig, öffnen sich lokulizid = fachspaltig und enthalten viele Samen. Die Samen sind kugelig bis eiförmig.

### Chromosomensätze
Die Chromosomengrundzahlen betragen x = 3, 5, 6, 7, 8, 9, 11.

## Inhaltsstoffe
Die Pflanzenteile vieler Ornithogalum-Arten sind giftig, besonders die Zwiebeln durch Cardenolide (Convallatoxin und Convallosid).

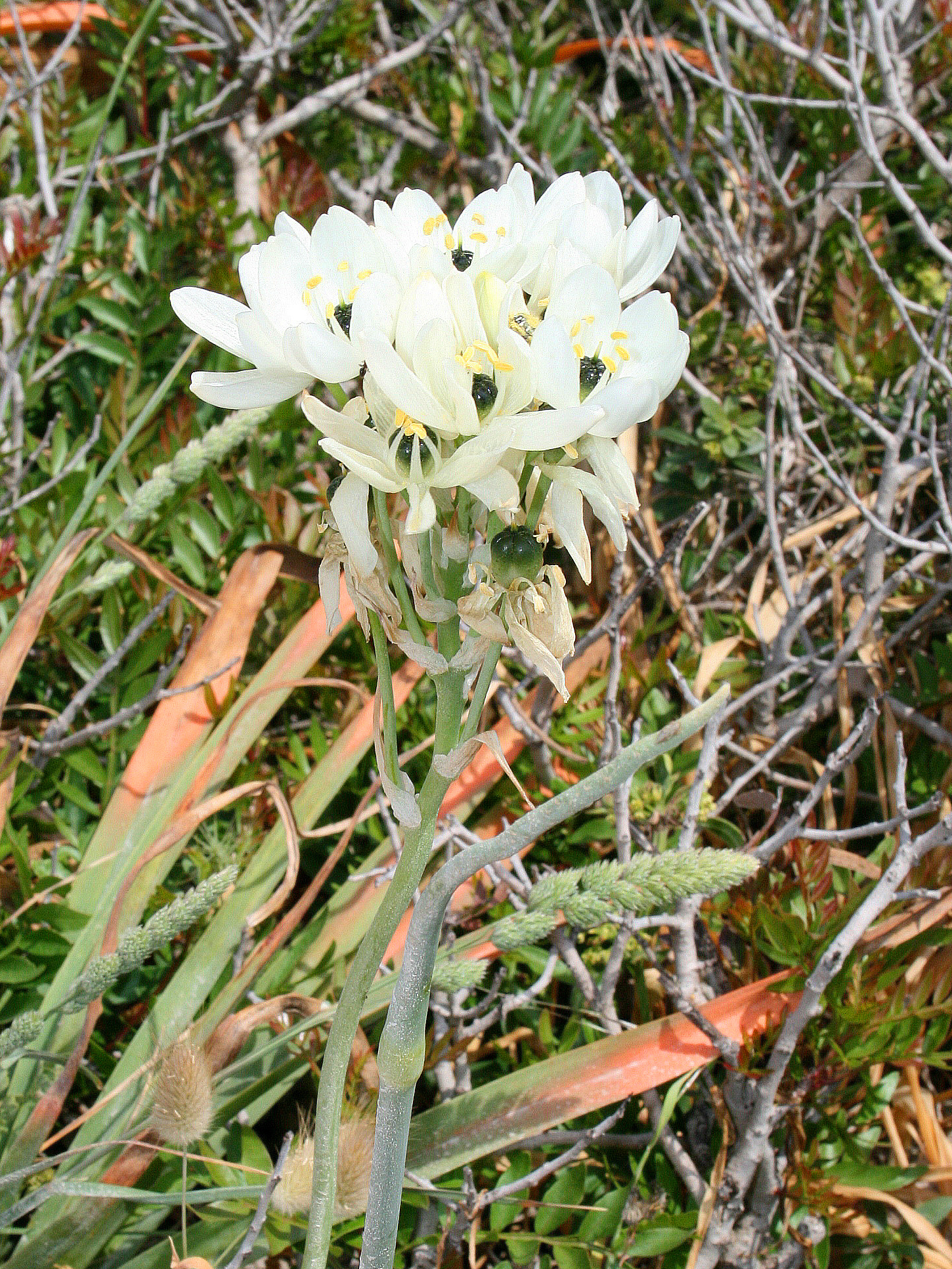
Arabischer Milchstern (Ornithogalum arabicum)

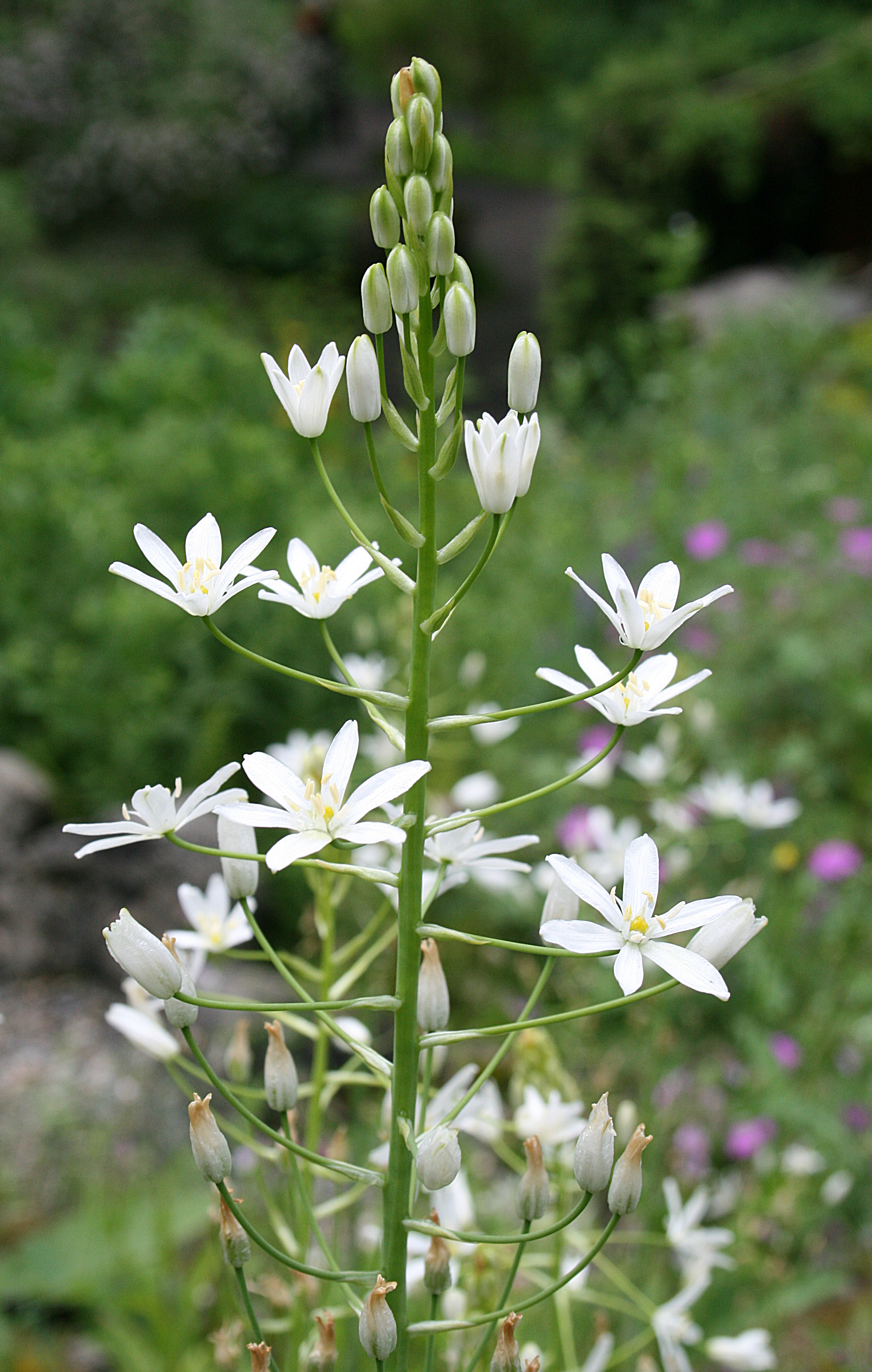
Ornithogalum arcuatum

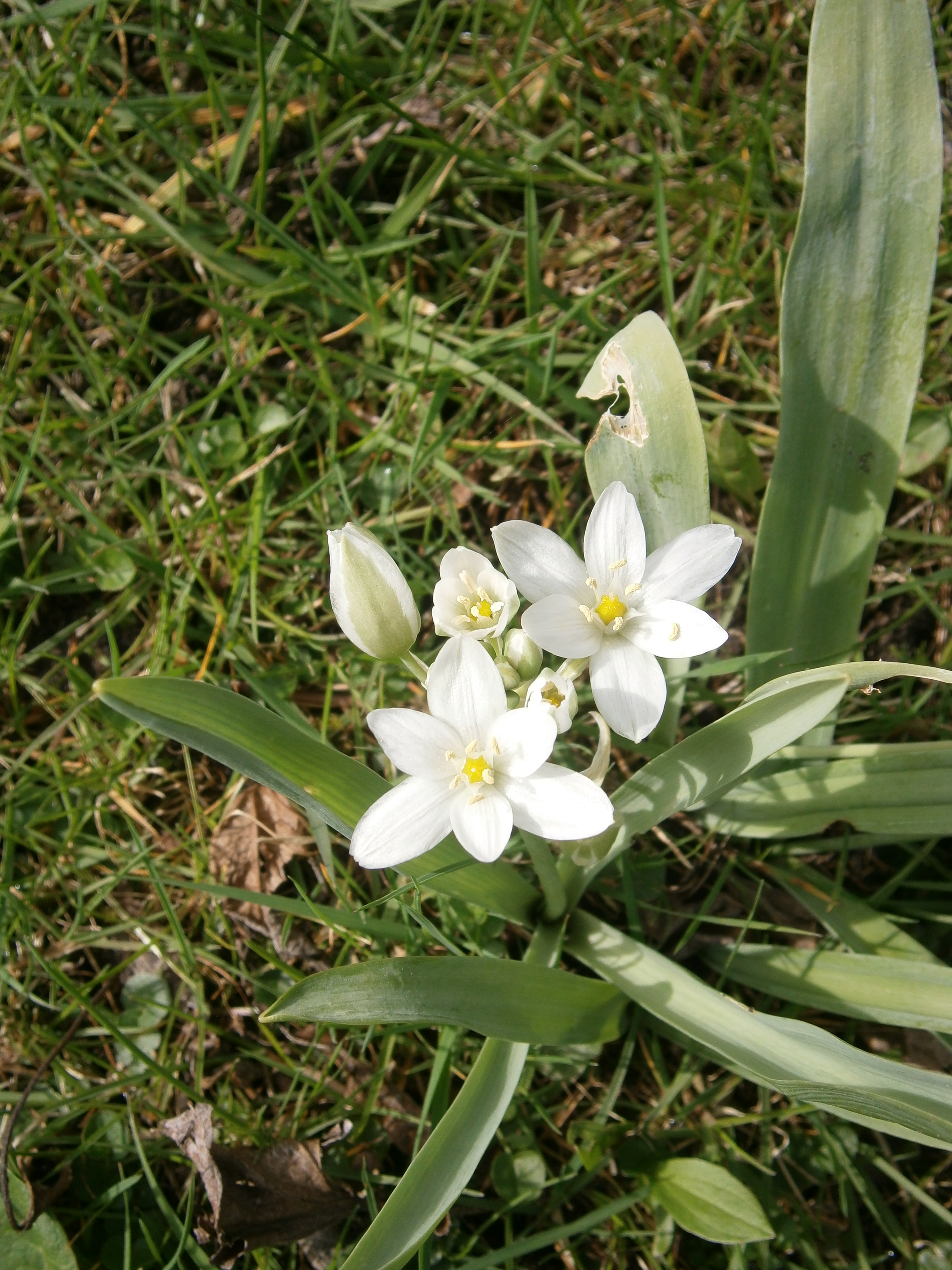
Ornithogalum balansae

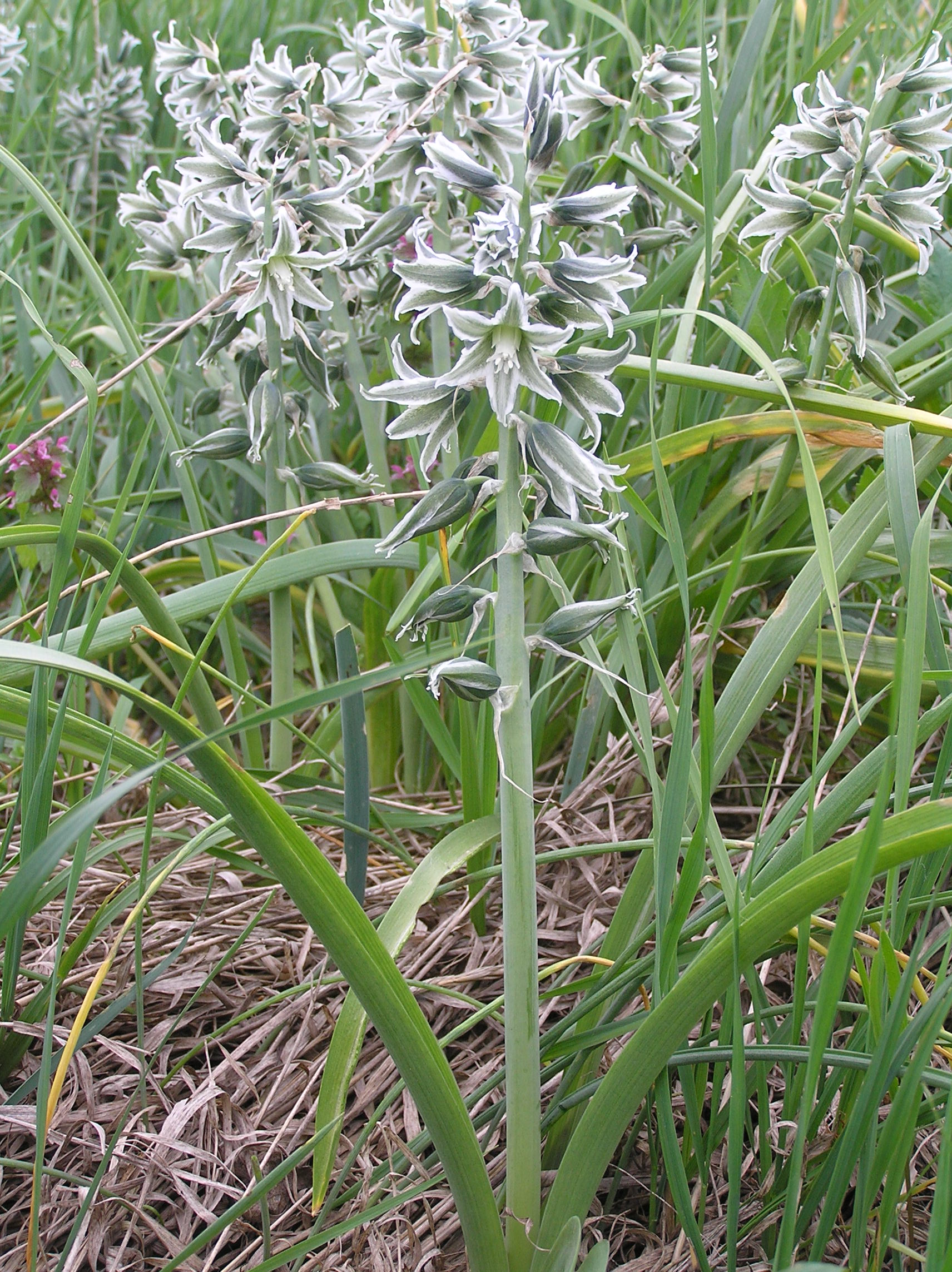
Grüner Milchstern (Ornithogalum boucheanum)

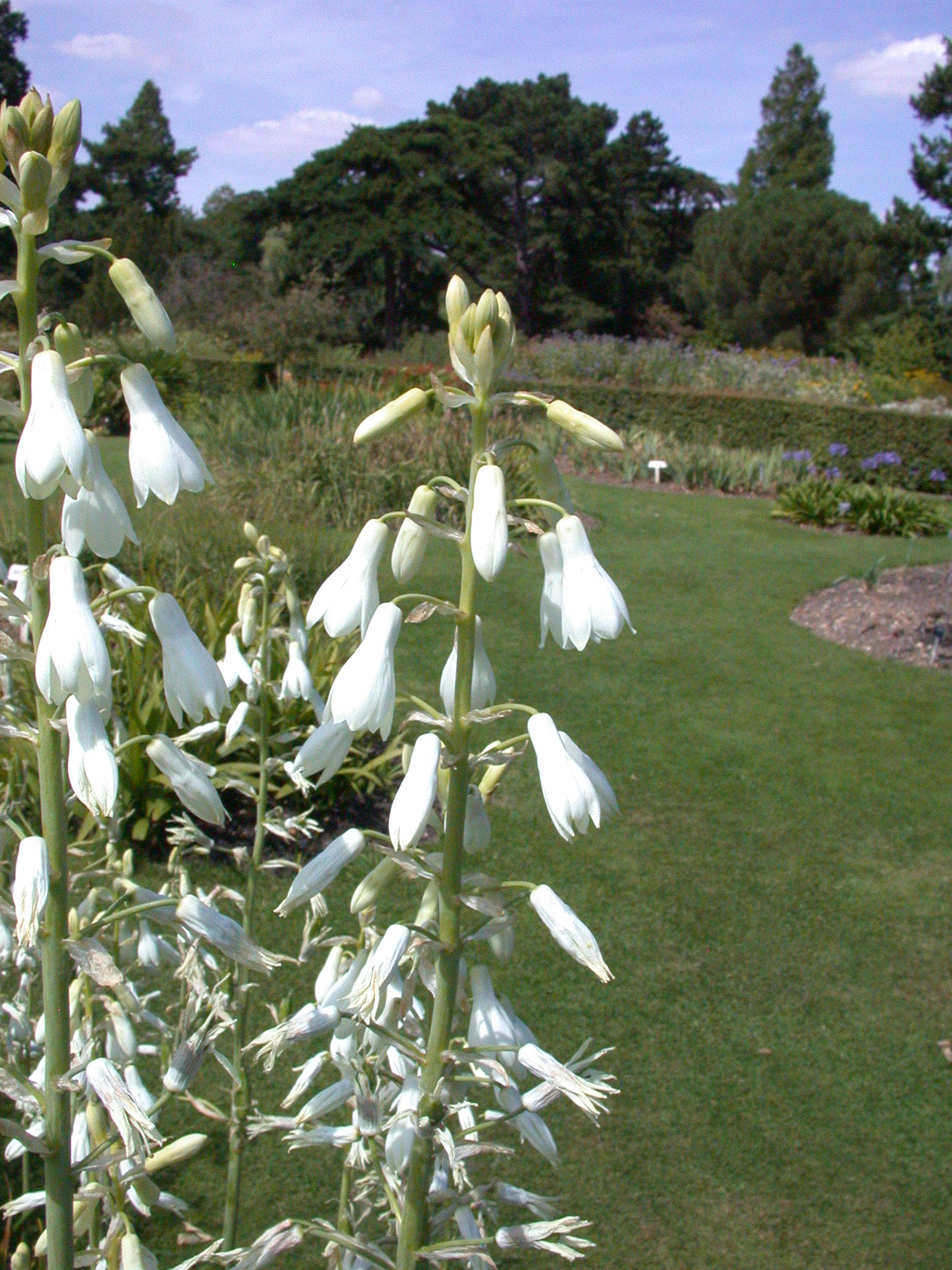
Ornithogalum candicans

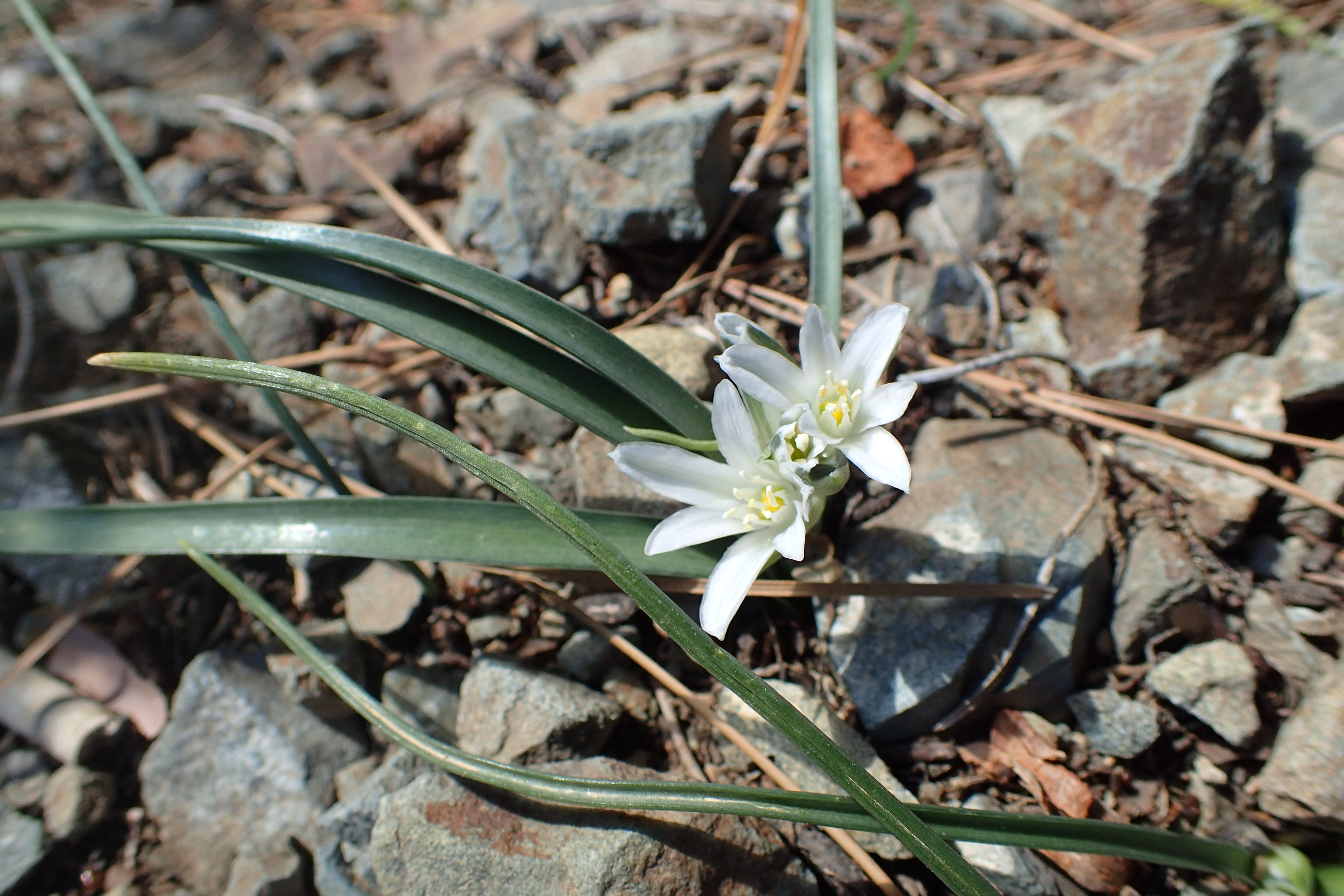
Ornithogalum chionophilum

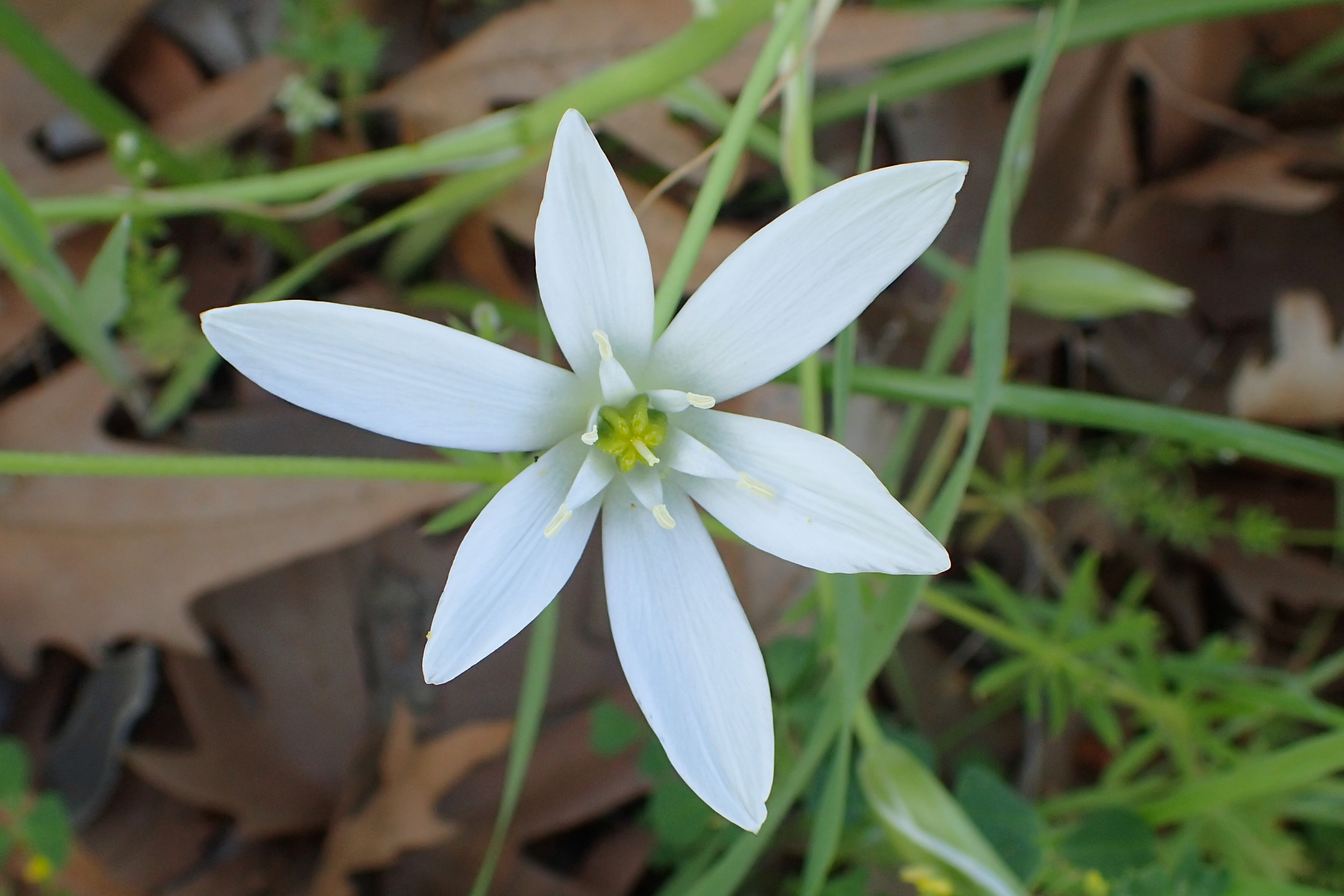
Radiärsymmetrische Blüte von Ornithogalum divergens

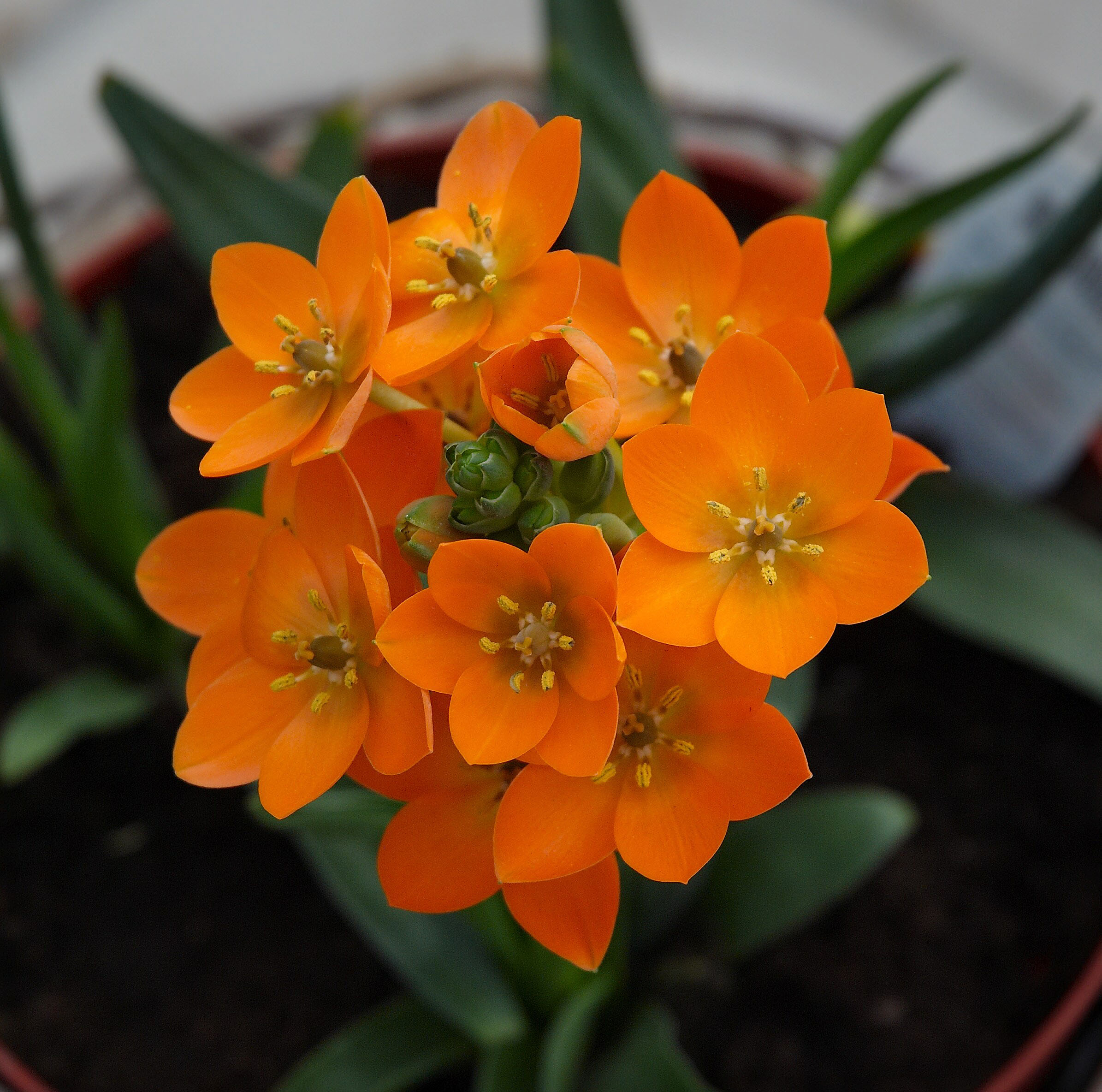
Ornithogalum dubium wird als Zierpflanze in Töpfen angeboten

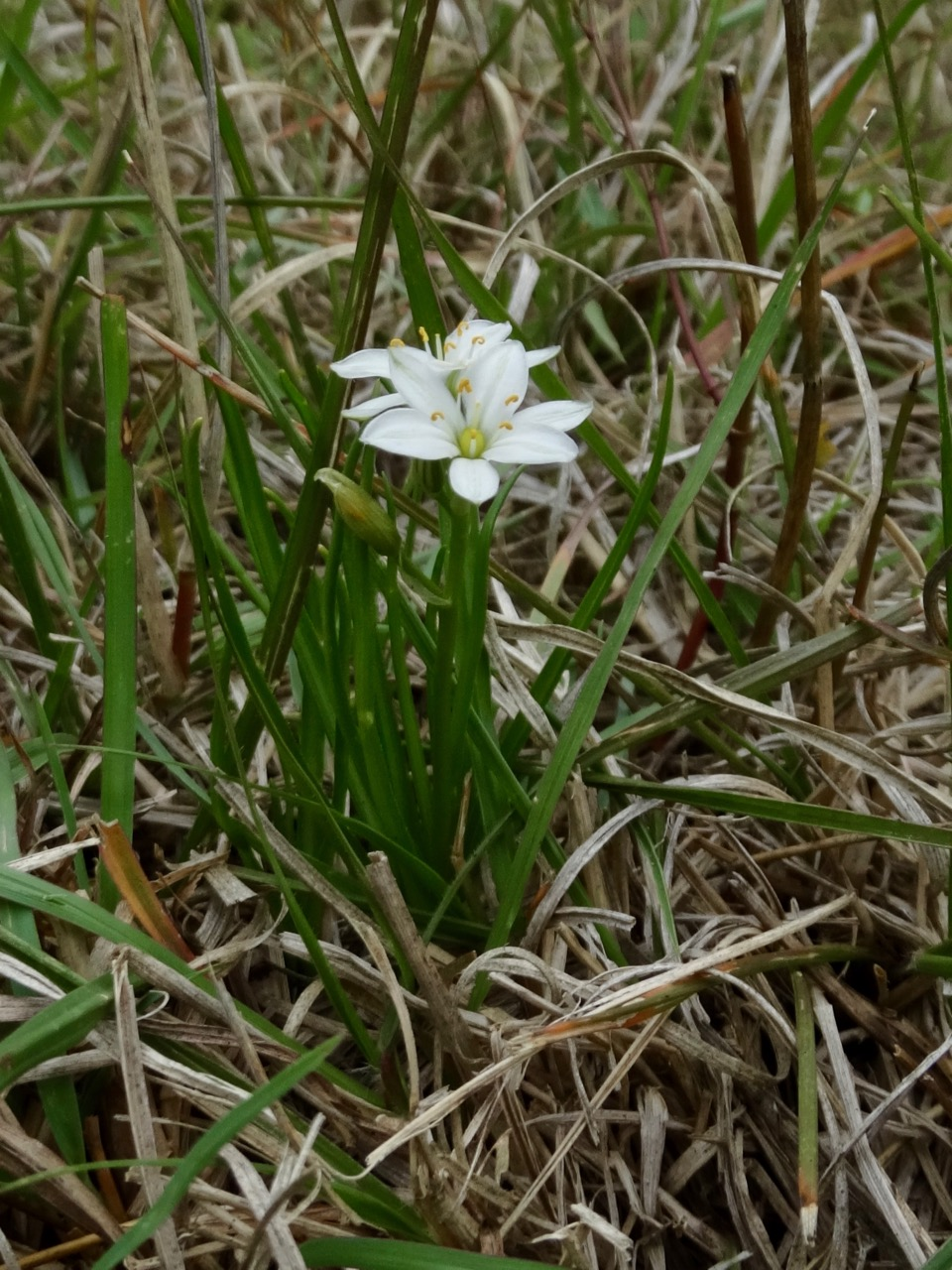
Ornithogalum gracillimum

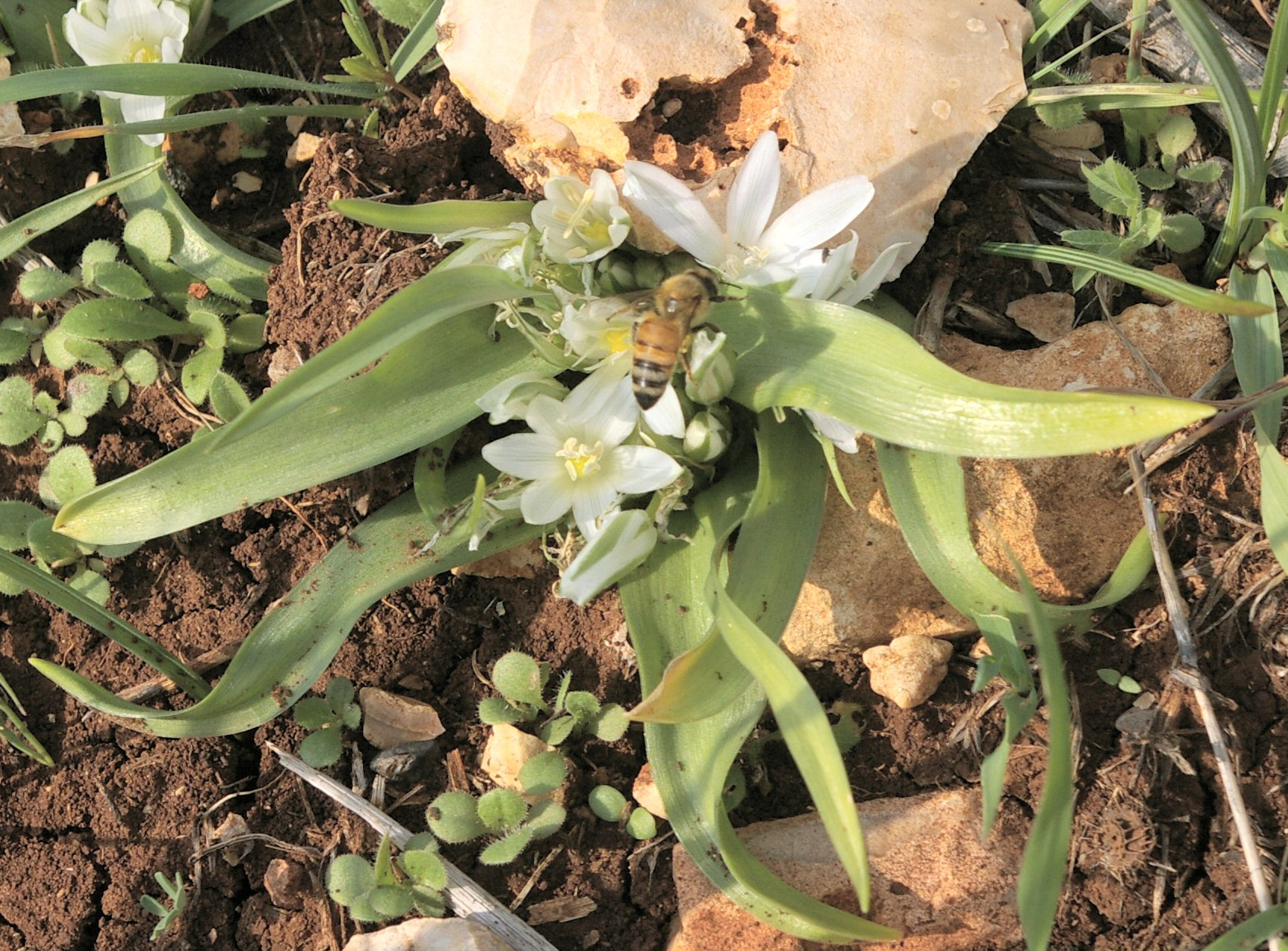
Ornithogalum lanceolatum

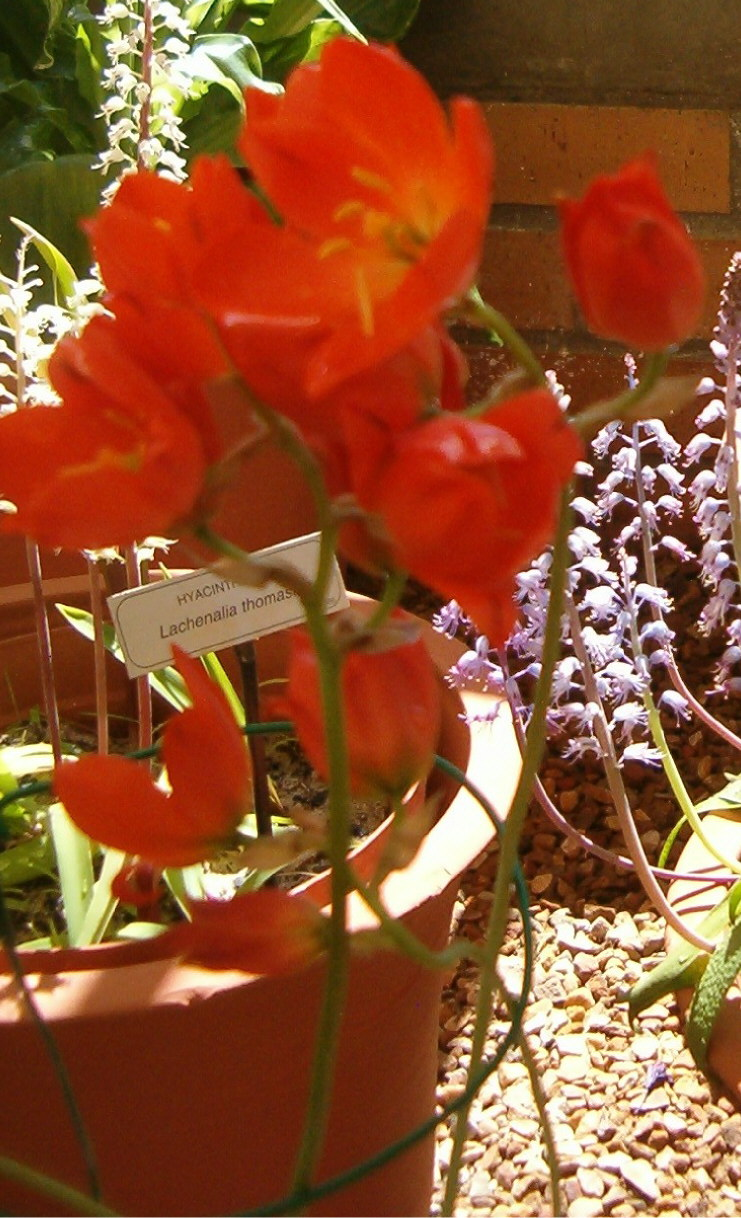
Ornithogalum maculatum

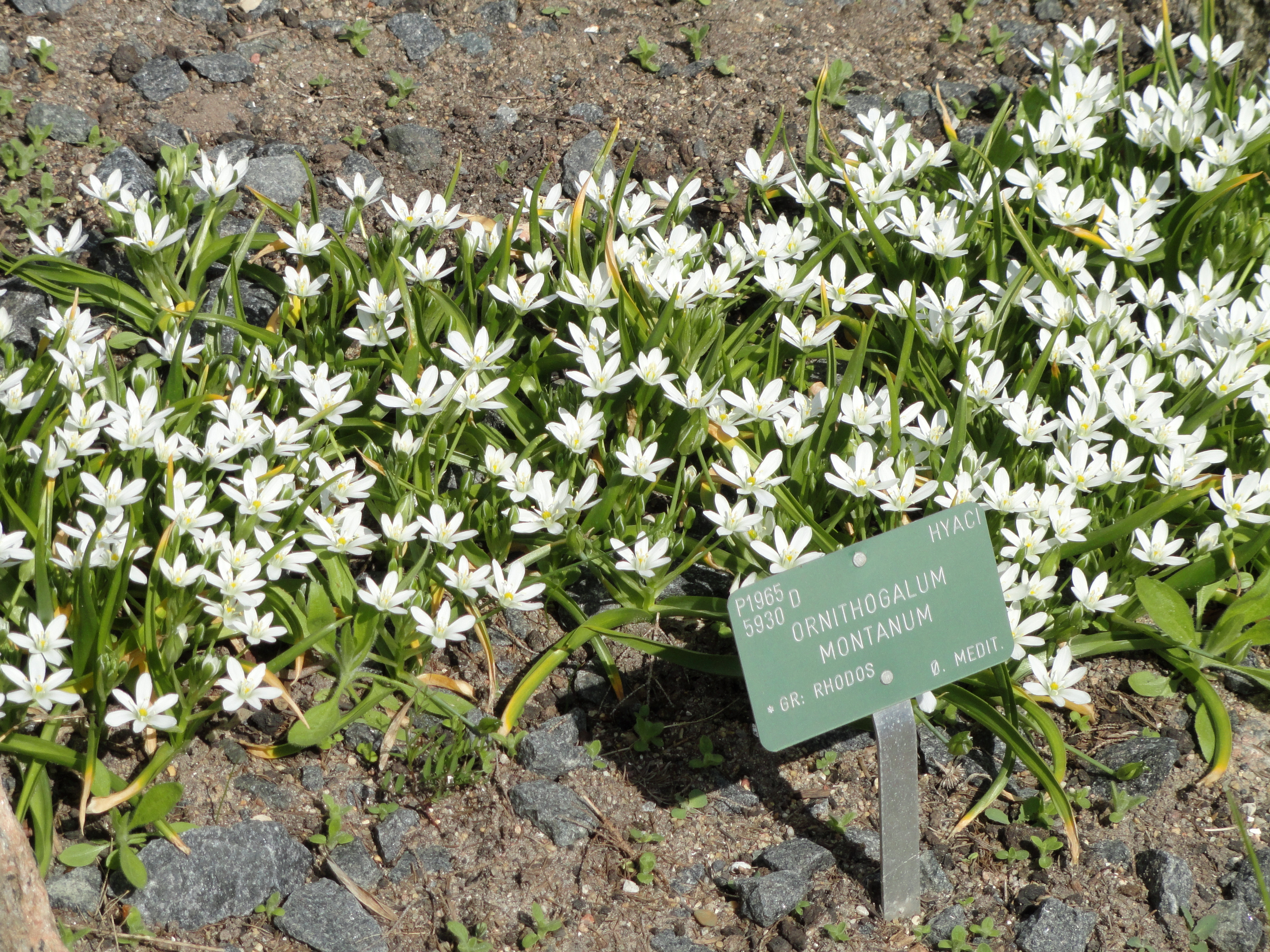
Ornithogalum montanum

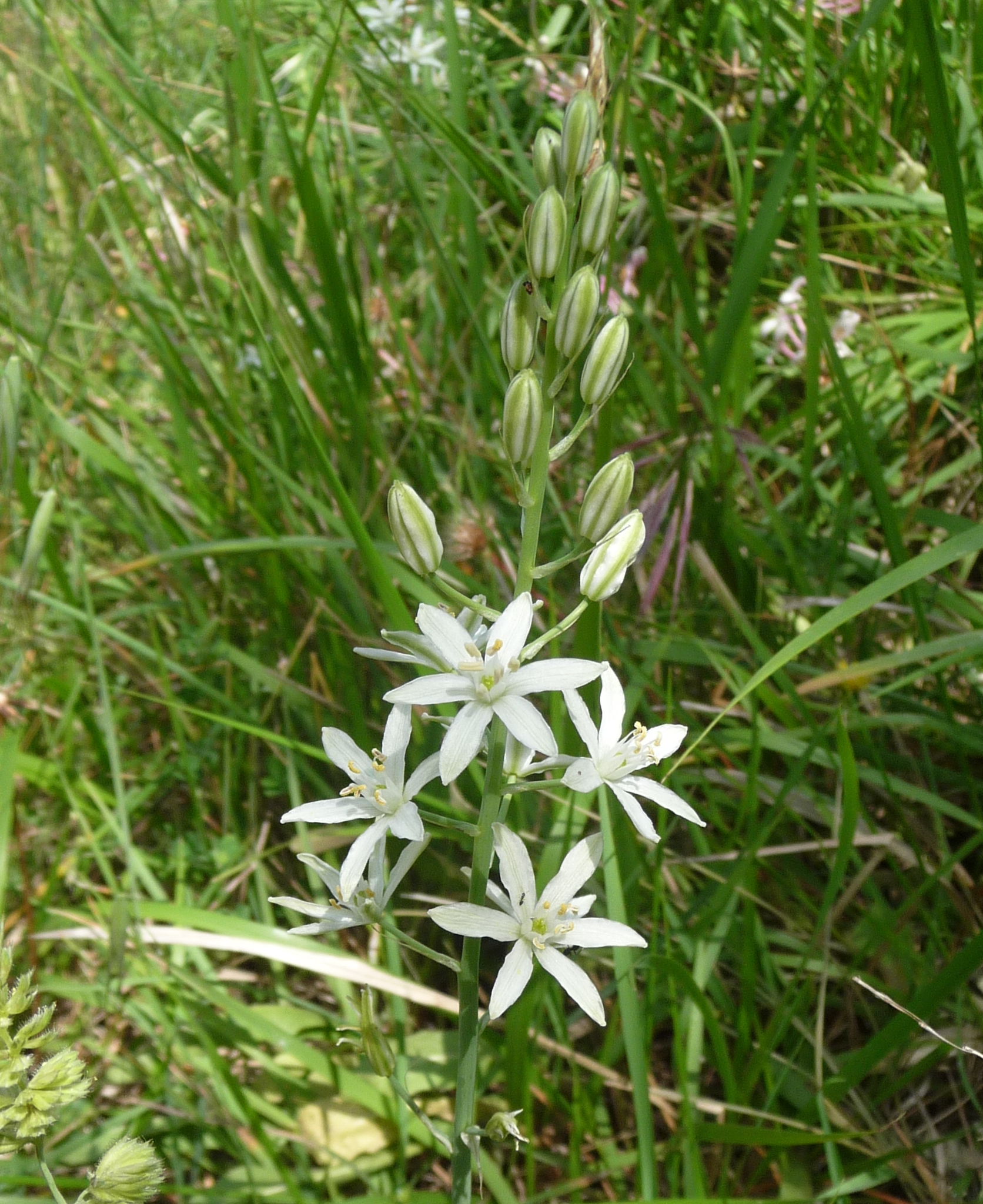
Narbonne-Milchstern (Ornithogalum narbonense)

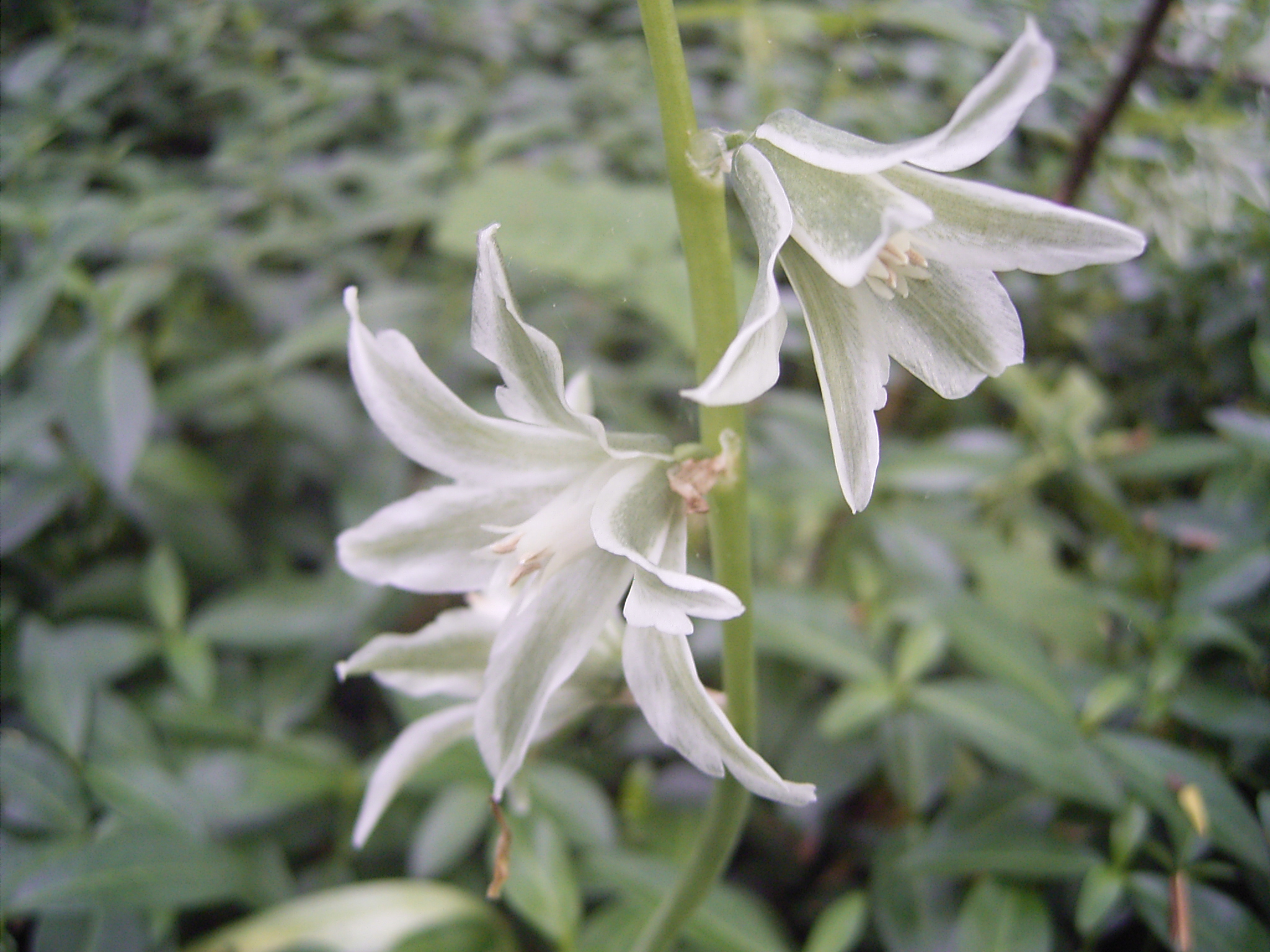
Nickender Milchstern (Ornithogalum nutans)

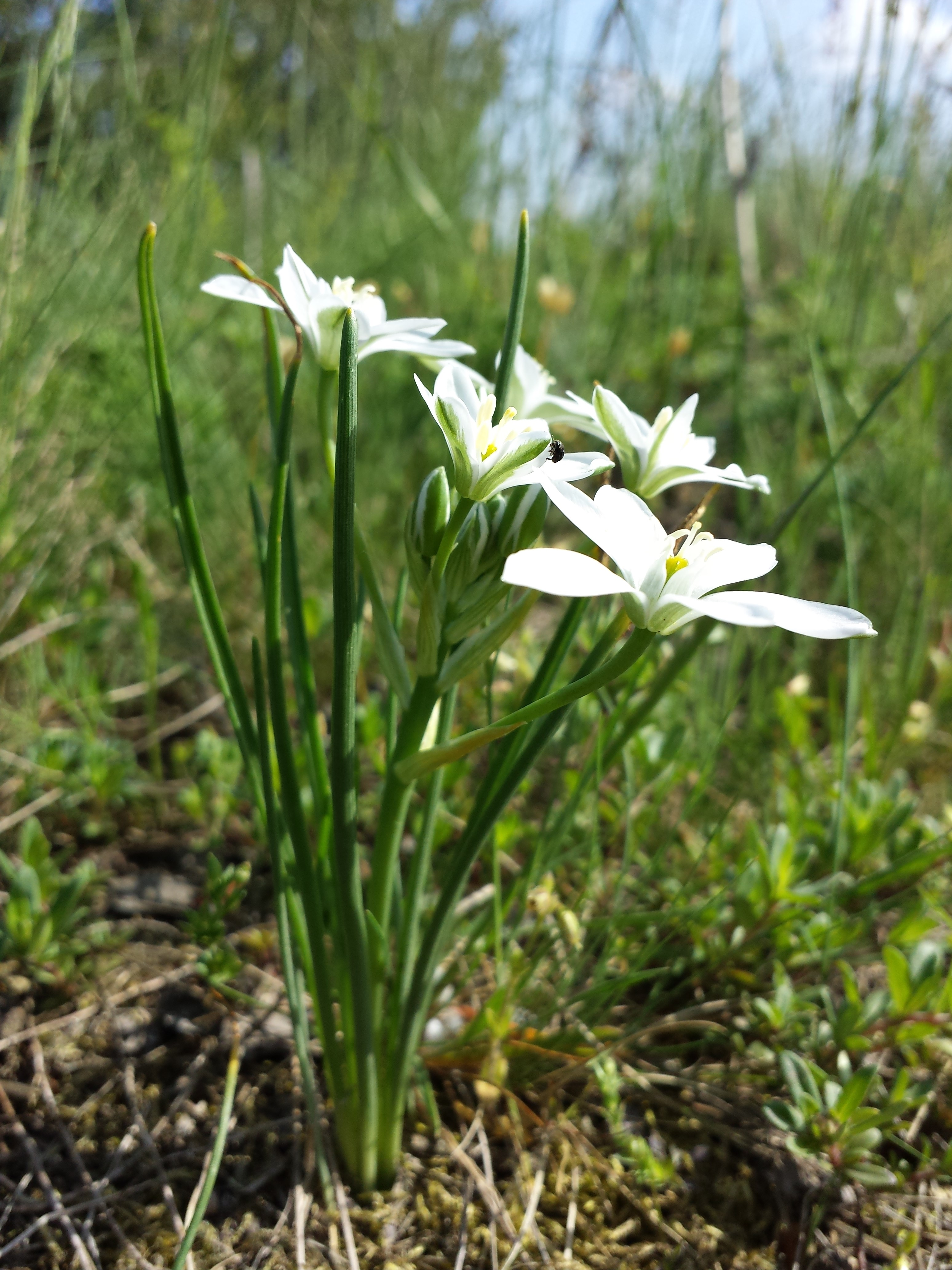
Ornithogalum orthophyllum subsp. kochii

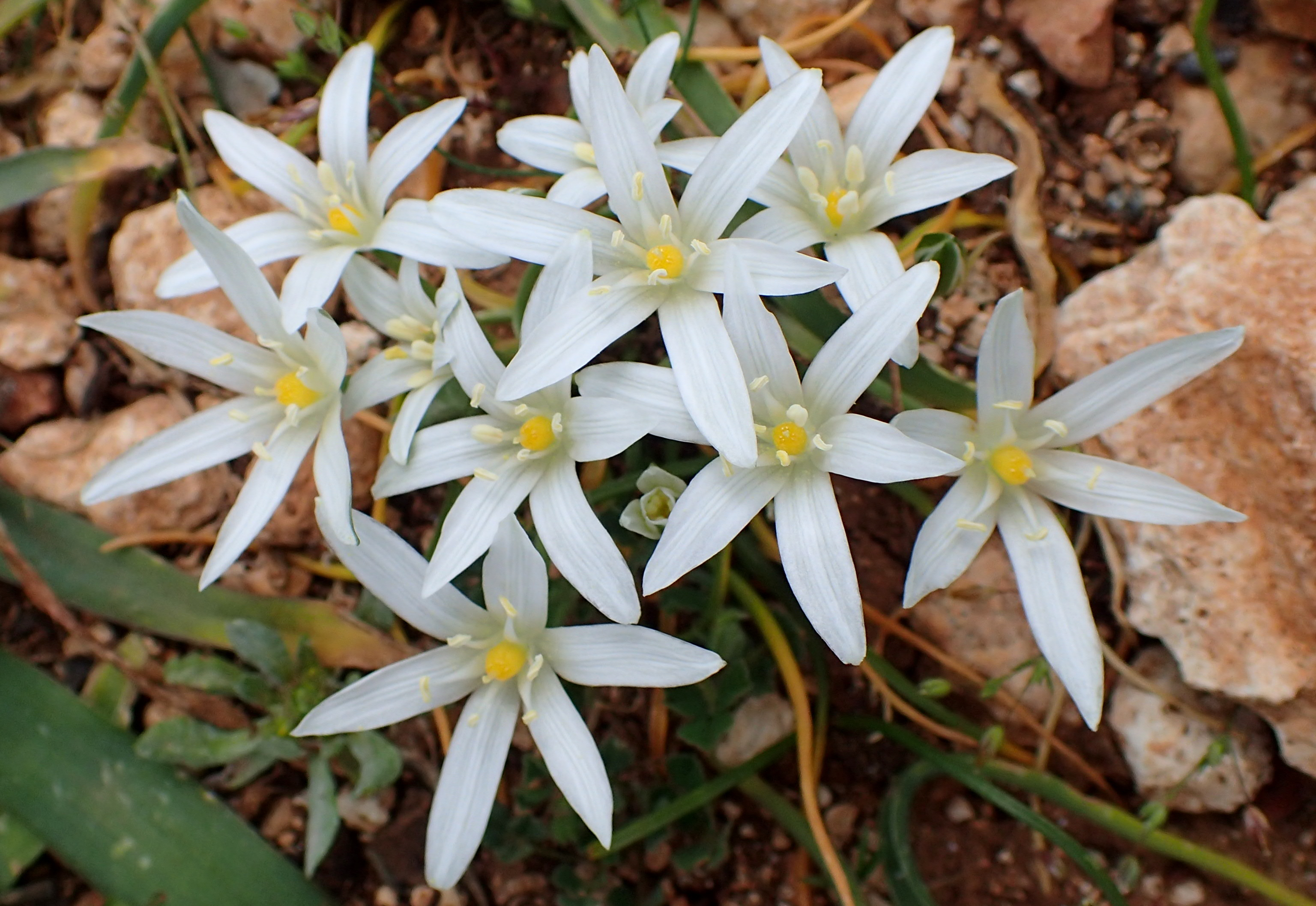
Ornithogalum pedicellare

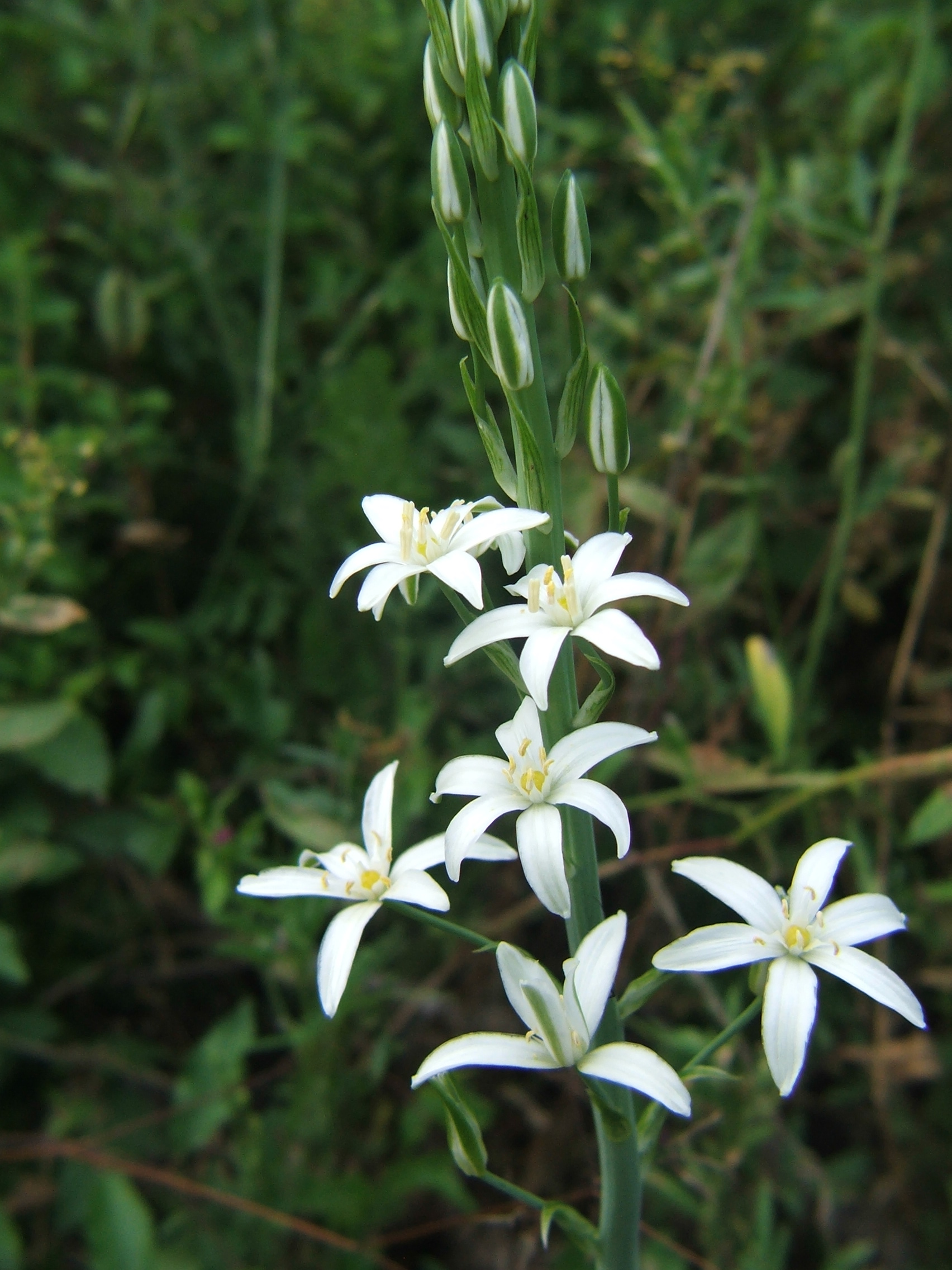
Pyramiden-Milchstern (Ornithogalum pyramidale)

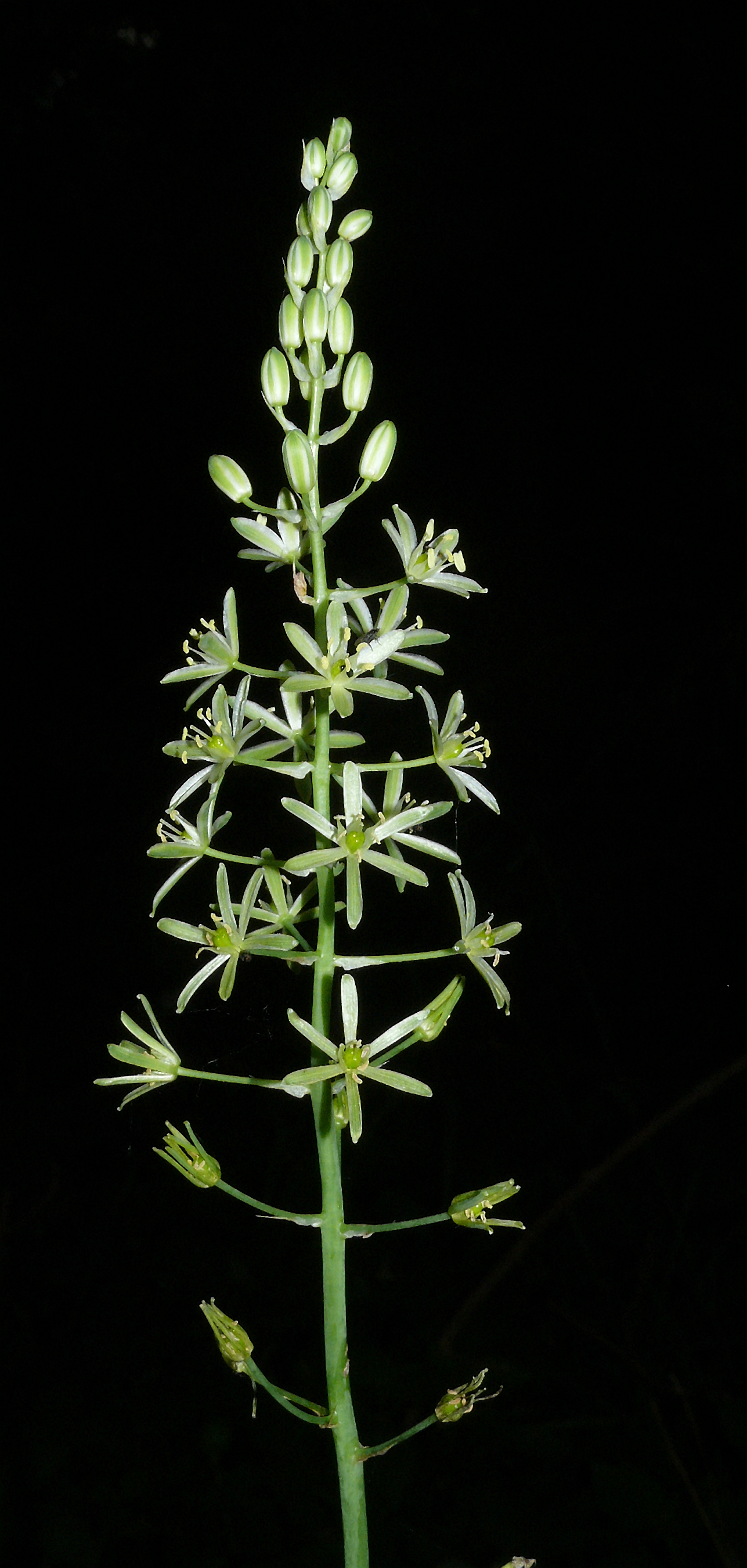
Pyrenäen-Milchstern (Ornithogalum pyrenaicum)

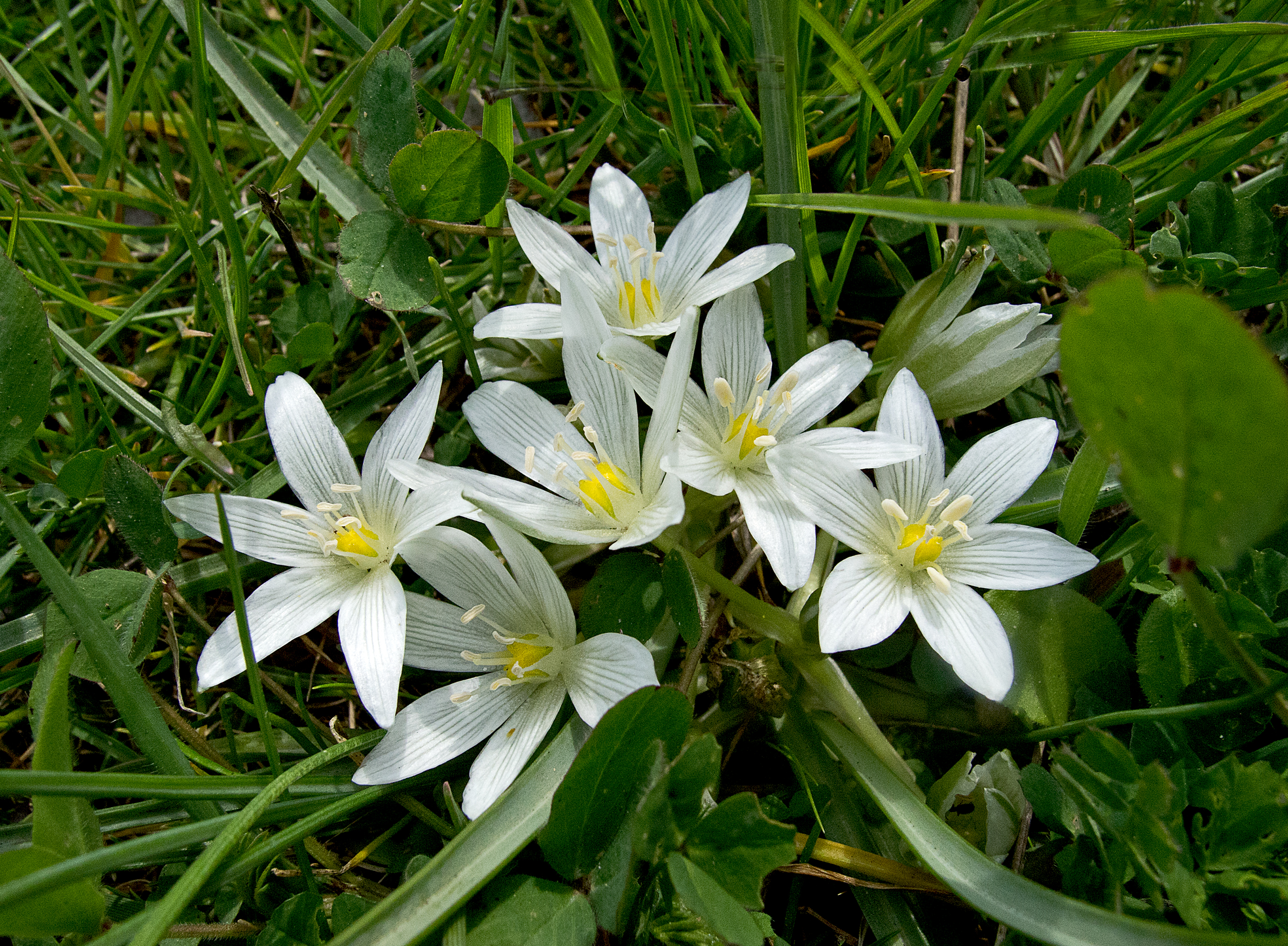
Ornithogalum refractum

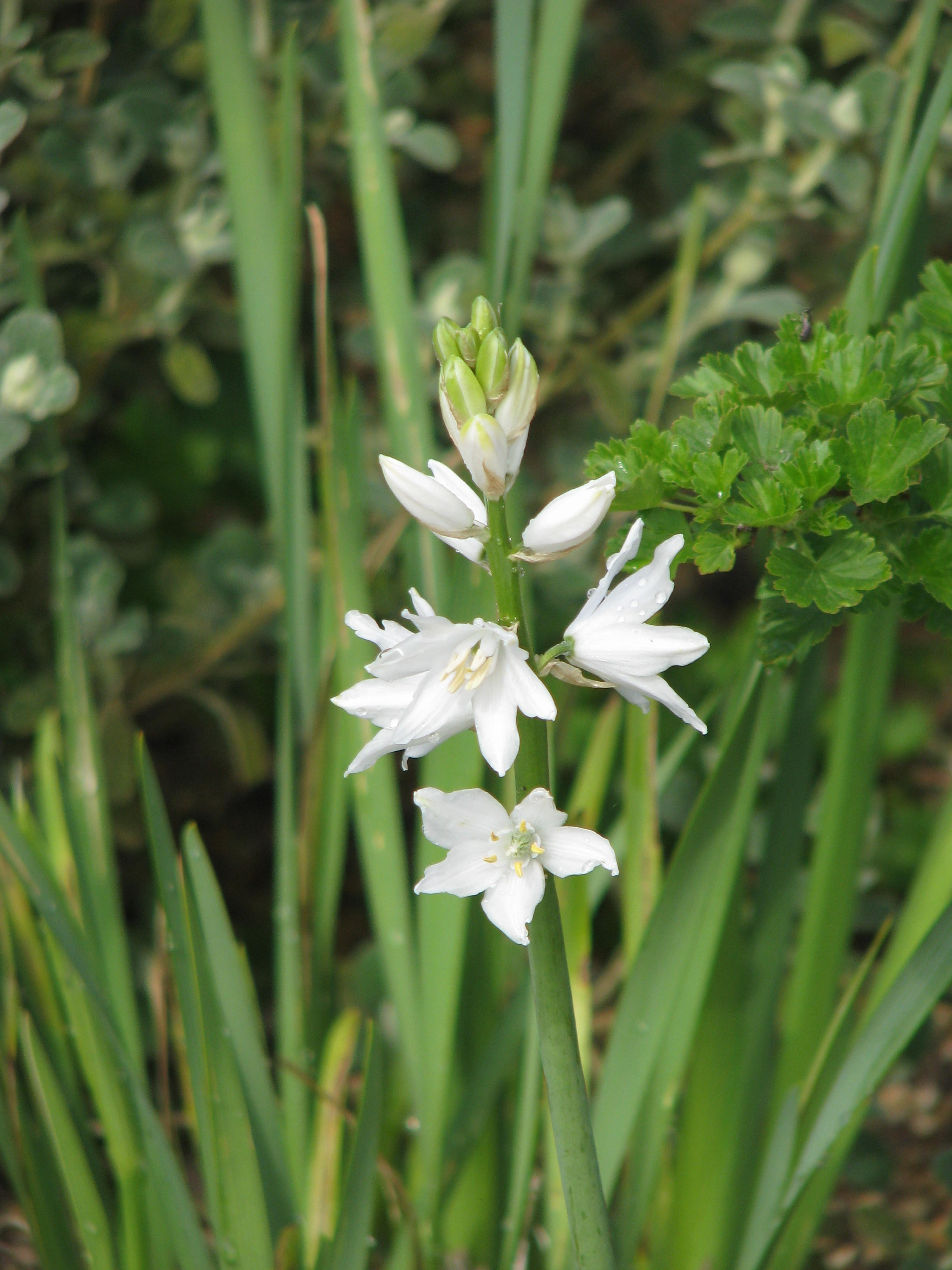
Ornithogalum reverchonii

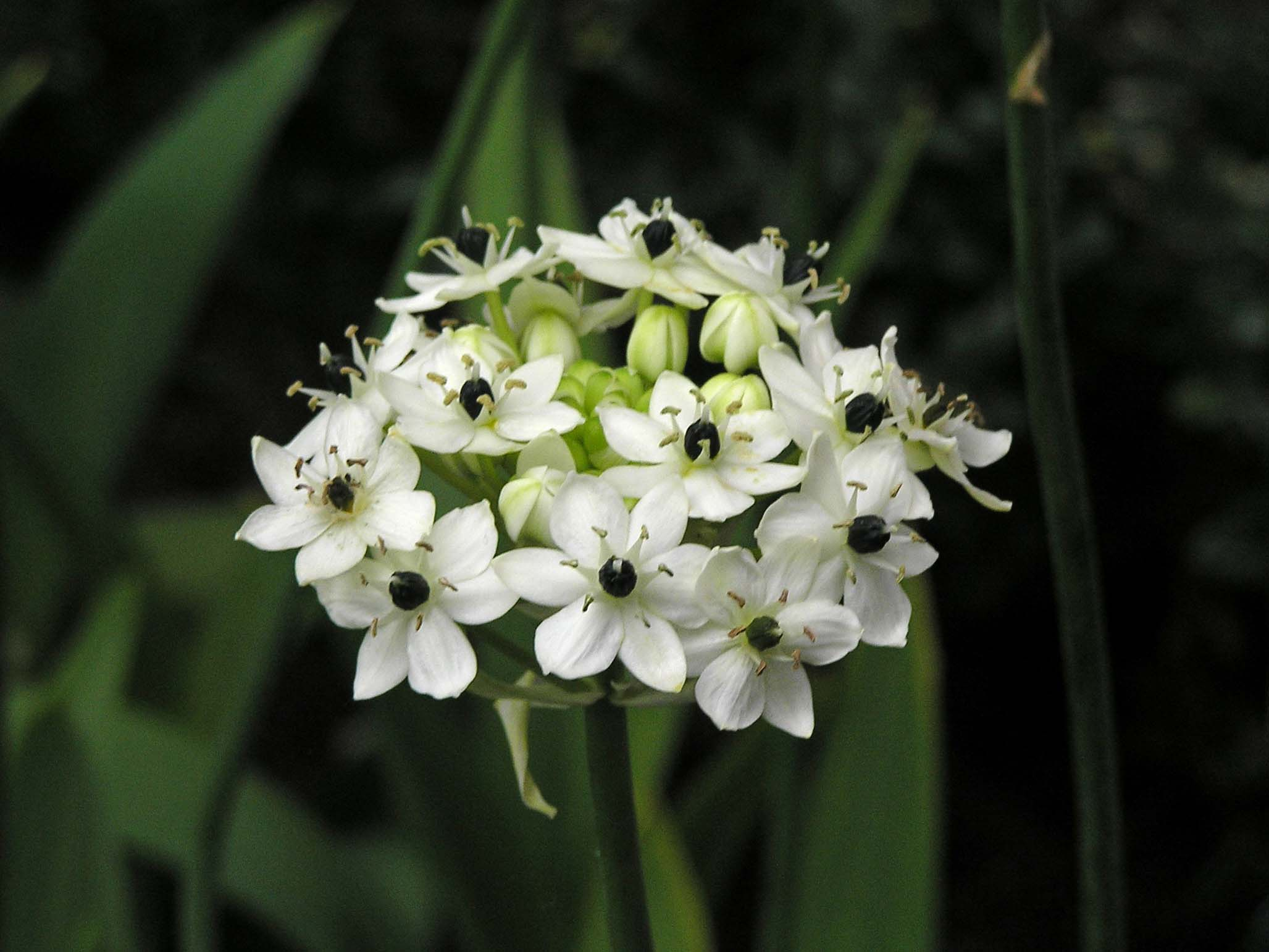
Blütenstand von Ornithogalum saundersiae

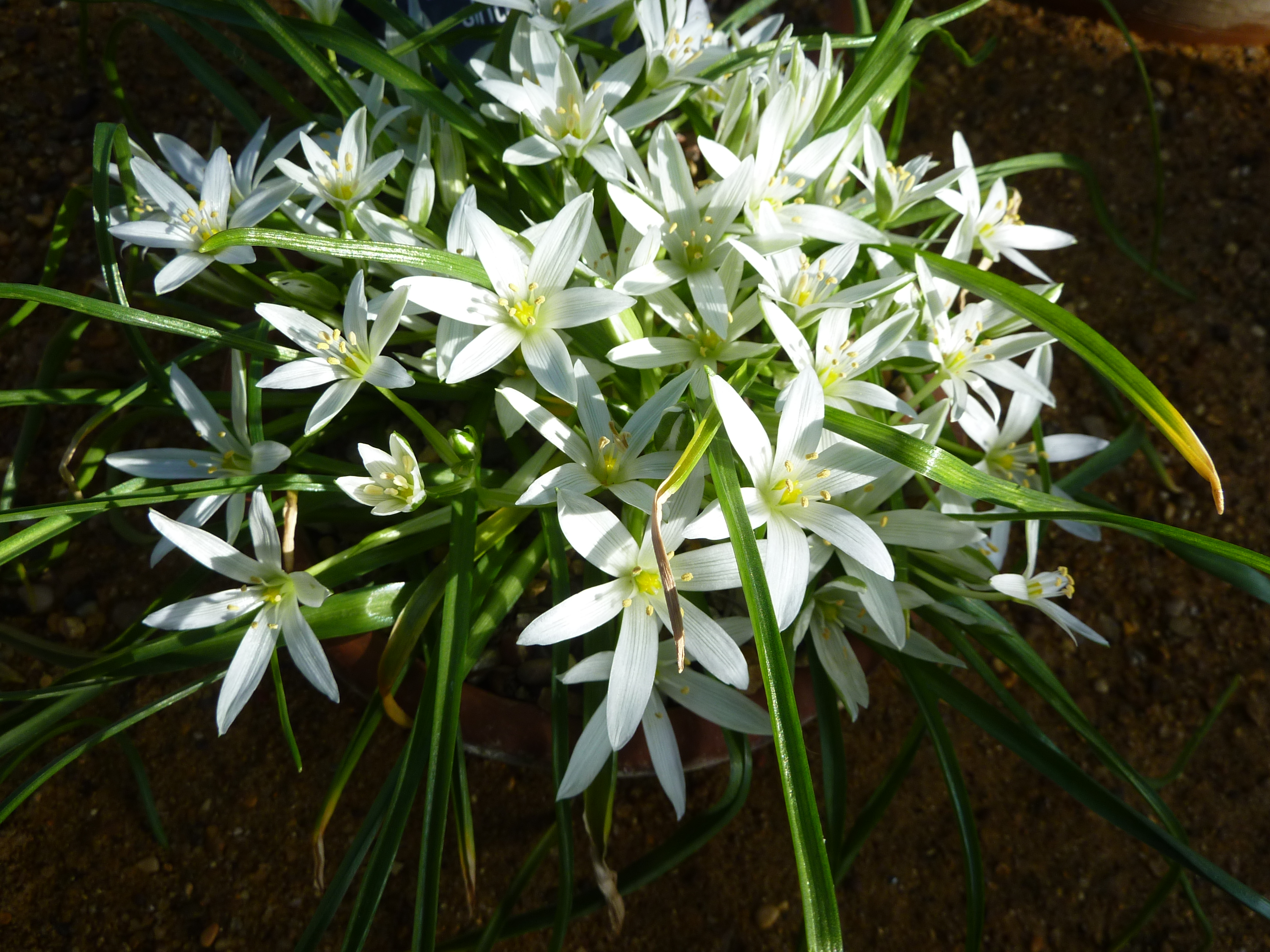
Ornithogalum sintenisii

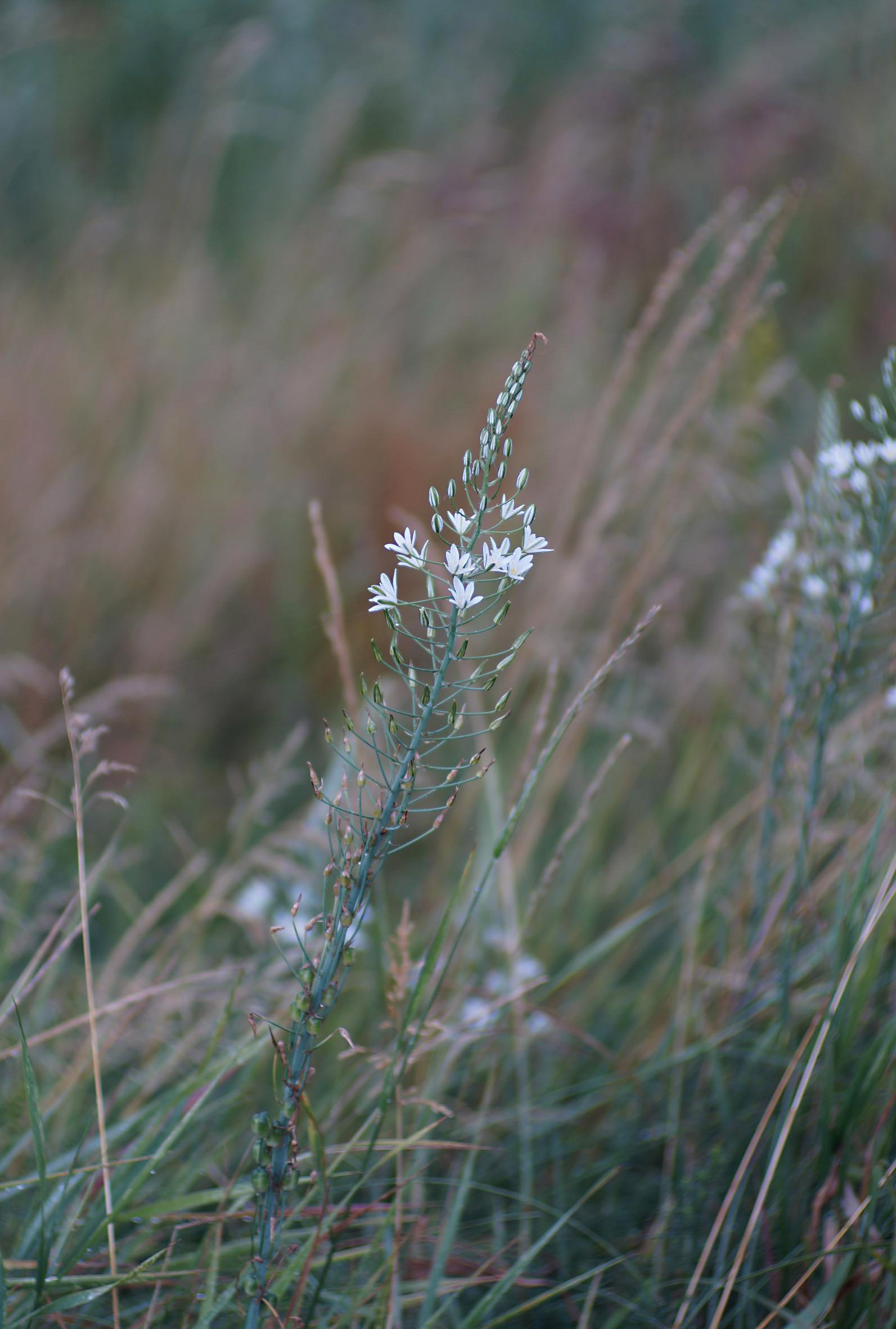
Ornithogalum sphaerocarpum

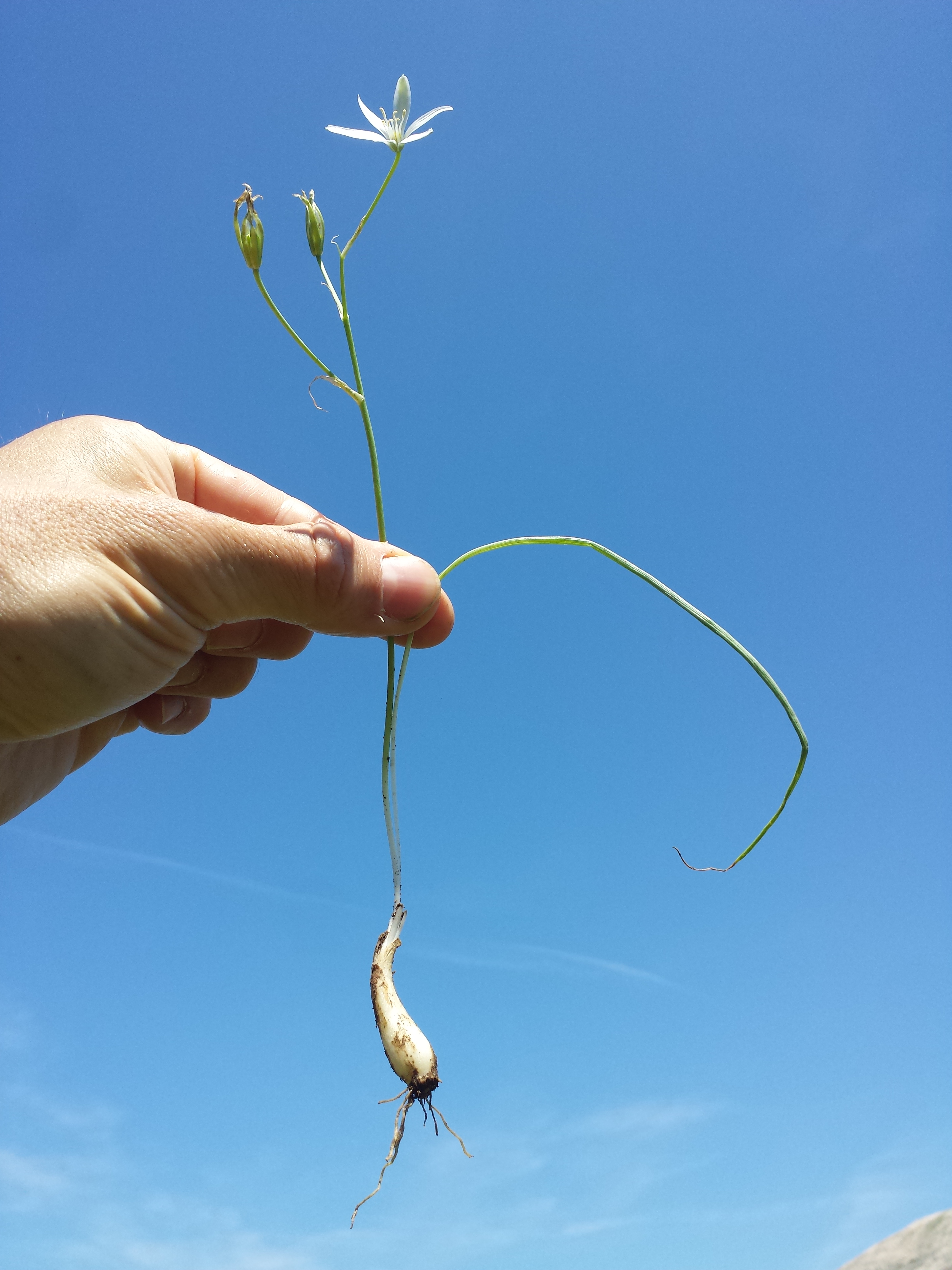
Unter- und oberirdische Pflanzenteile von Ornithogalum televrinum

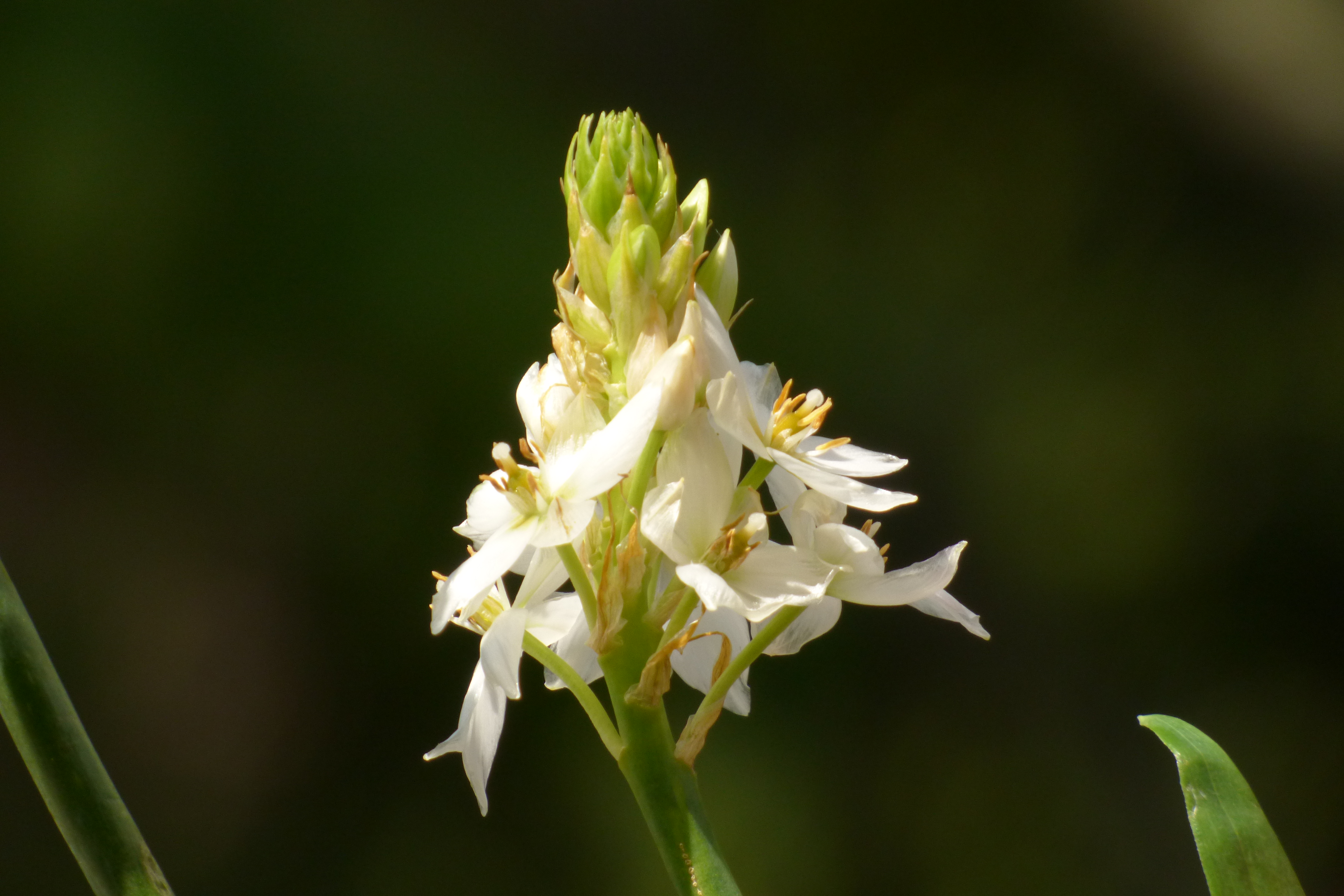
Blütenstand des Kap-Milchstern (Ornithogalum thyrsoides)

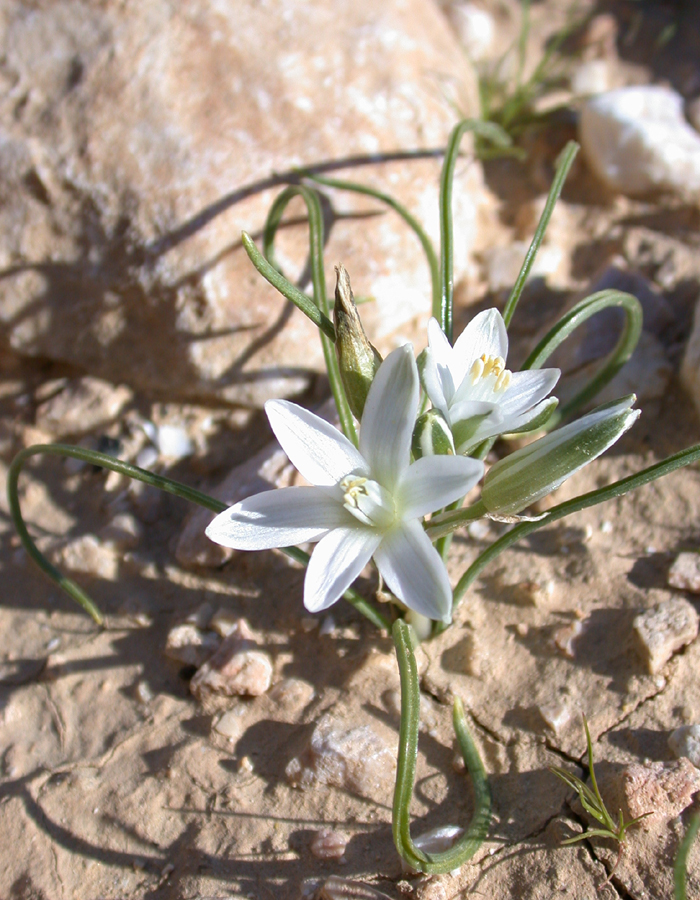
Ornithogalum trichophyllum

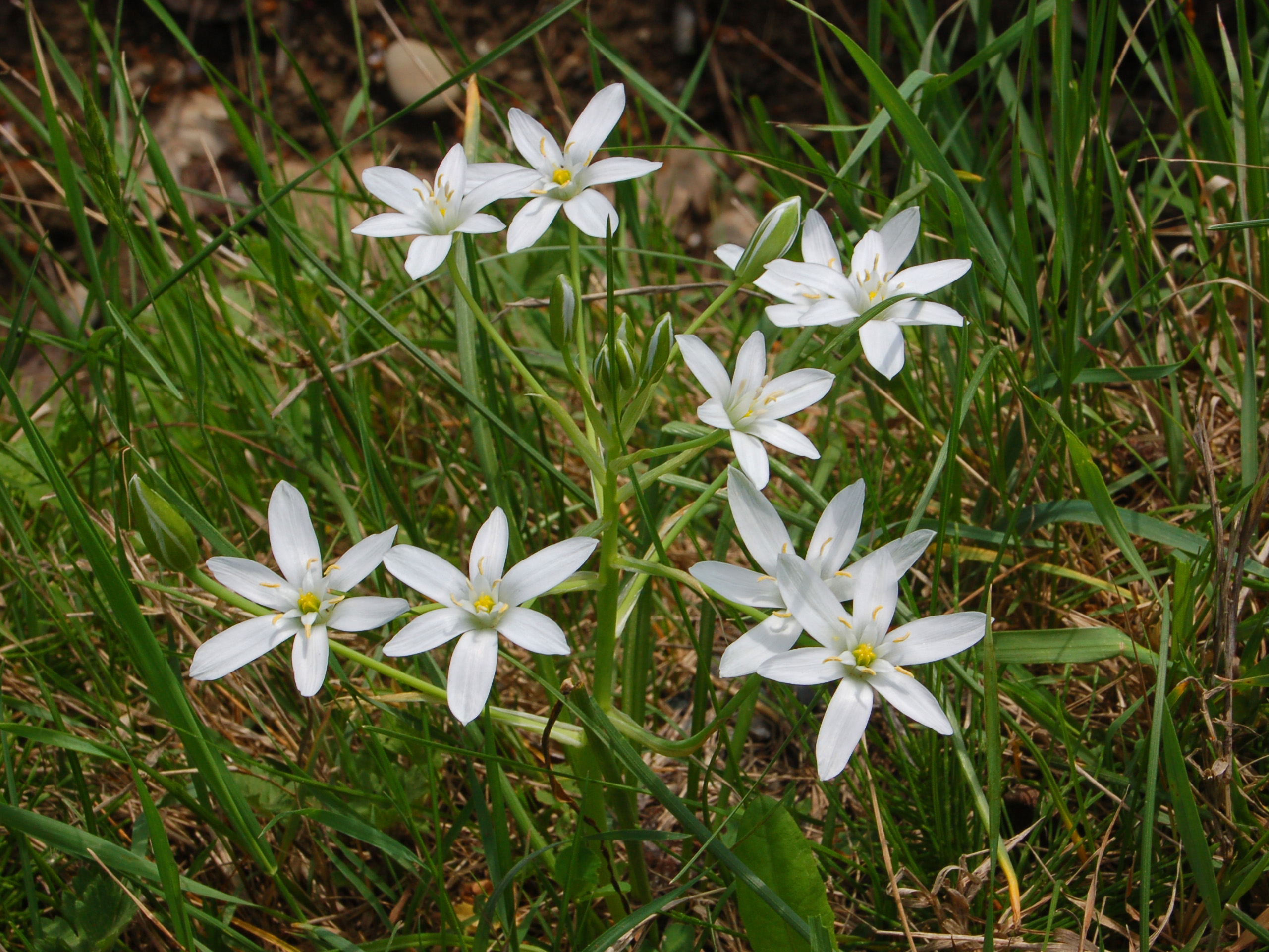
Dolden-Milchstern (Ornithogalum umbellatum)

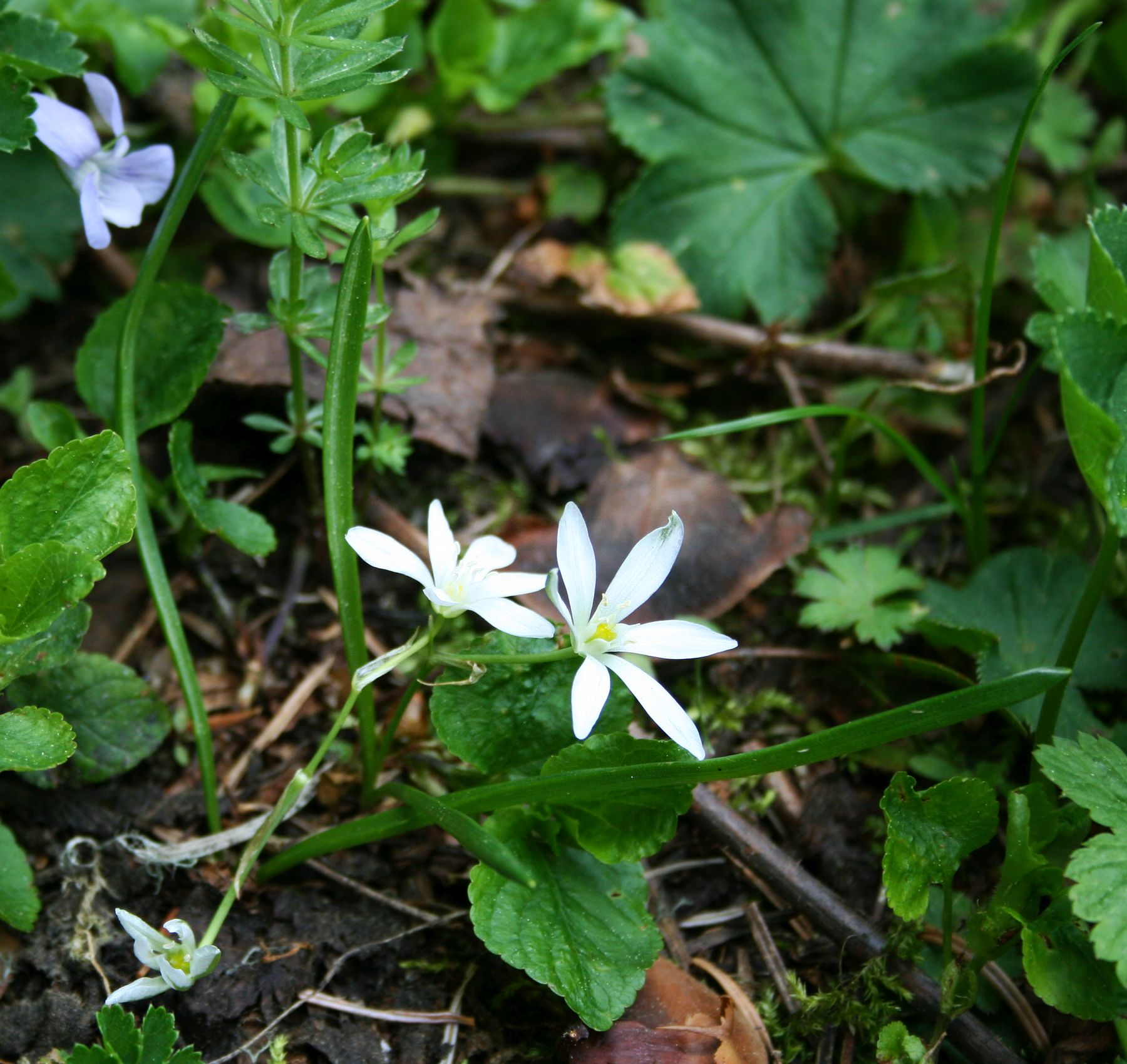
Ornithogalum wiedemannii

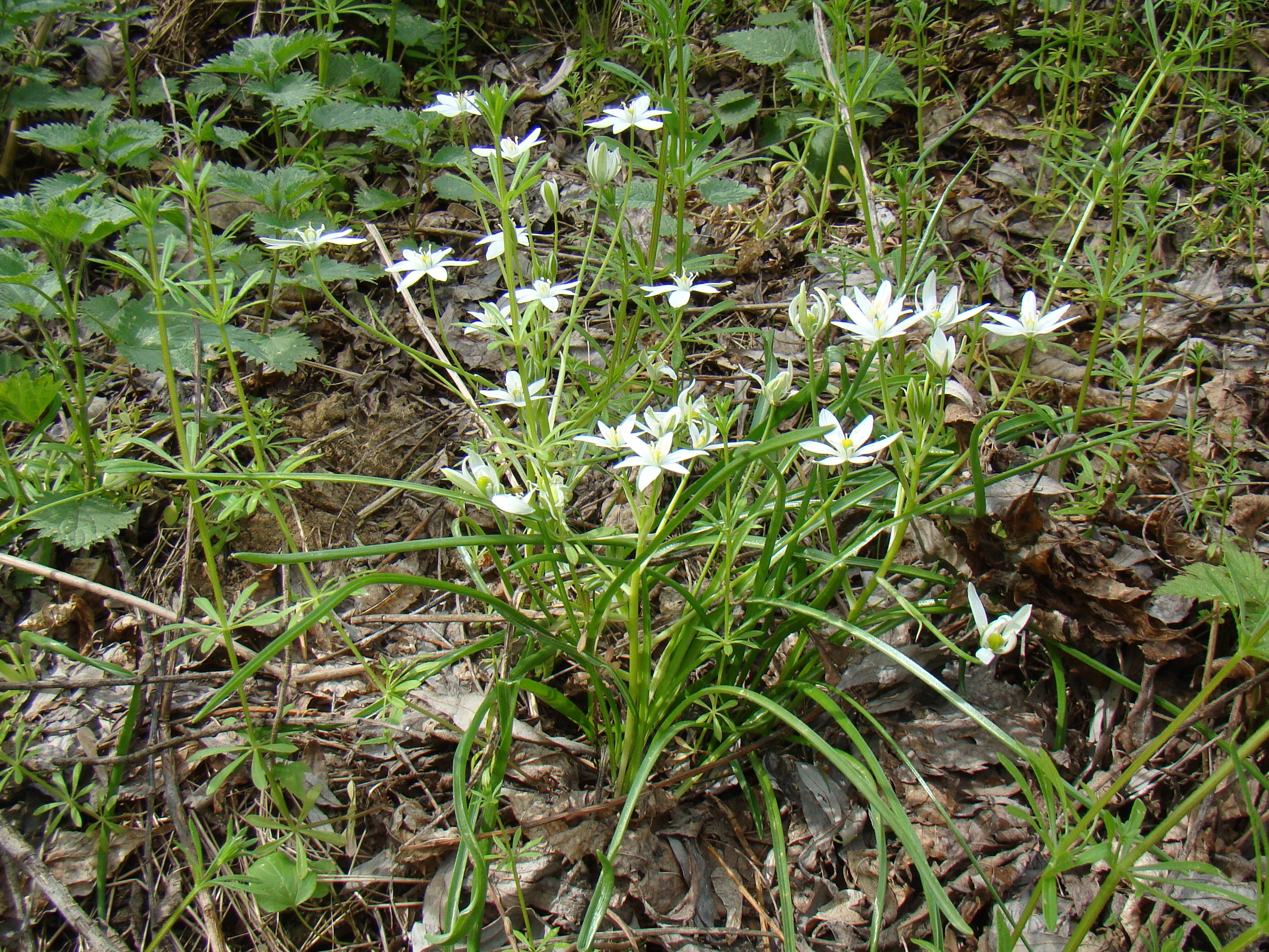
Ornithogalum woronowii

## Systematik und Verbreitung

### Taxonomie
Die Gattung Ornithogalum wurde 1753 durch Carl von Linné in Species Plantarum, Tomus I, S. 306 aufgestellt. Typusart ist Ornithogalum umbellatum L. Der Name Ornithogalum umbellatum L. und der Typus wurden konserviert in Taxon, Volume 44, 1995, S. 611–612. Der botanische Gattungsname Ornithogalum leitet sich von den altgriechischen Wörtern ornis für „Vogel“ und gala für „Milch“ her und bezieht sich auf die Farbe der Blüten, der damals bekannten Arten. Ornithogalum ist die namensgebende Gattung der Tribus Ornithogaleae.

### Botanische Geschichte
Die systematische Einordnung der Gattung Ornithogalum hat öfters gewechselt. Waren sie früher den Liliaceae zugeordnet, stehen sie nach Franz Speta als eigene Tribus Ornithogaleae in der Unterfamilie Scilloideae.
Die Gattung Ornithogalum s. l. mit ihren in diesem Umfang etwa 300 Arten wurde in viele Untergattungen gegliedert. In der Flora Europaea wurden 15 Untergattungen gelistet, viele davon wurden in Publikationen von unterschiedlichen Autoren mehrmals zu eigenständigen Gattungen aufgewertet. Bei Manning et al. 2004 werden wieder alle Gattungen der Tribus Ornithogaleae in die Gattung Ornithogalum s. l. eingegliedert. Diese Verwandtschaftsgruppe wird kontrovers diskutiert. Martínez-Azorin et al. 2011 favorisieren ein engeres Gattungskonzept innerhalb der Tribus Ornithogaleae mit 19 Gattungen.
Nach Manning et al. 2009 werden Albuca, Pseudogaltonia und Dipcadi von Ornithogalum abgetrennt. Es wird nach Manning et al. 2009 Ornithogalum s. str. in vier Untergattungen gegliedert:
- Untergattung Avonsera (Speta) J.C.Manning & Goldblatt: Sie enthält nur die Art Ornithogalum convallarioides.[6]
- Untergattung Galtonia (Decne.) J.C.Manning & Goldblatt: Sie enthält etwa sieben Arten.[6]
- Untergattung Aspasia (Salisb.) Oberm.: Sie enthält etwa 30 Arten.
- Untergattung Ornithogalum: Sie wird in sieben Sektionen gegliedert und enthält etwa 120 Arten.[6]

Der Umfang der Gattung Ornithogalum wird je nach Autor unterschiedlich weit gehandhabt. In weiter Gattungsauffassung werden 200 bis 300 Arten dazugerechnet, in enger Gattungsauffassung verbleiben etwa 50 Arten. In Mitteleuropa sind bei weiter Fassung der Gattung zehn Arten heimisch, bei enger Fassung verbleiben sechs in der Gattung. Seit 2009 wurden viele Arten neu beschrieben.
Die Gattung Ornithogalum ist in Eurasien und Afrika sowie Madagaskar weitbreitet. Etwa 73 Arten kommen in Südafrika vor. Viele Arten sind in Roten Listen gefährdeter Pflanzenarten aufgeführt.

### Arten und ihre Verbreitung
Die Gattung Ornithogalum s. str. enthält 160 bis 200 Arten:
- Ornithogalum abyssinicum Fresen.: Sie kommt in Äthiopien vor.[10]
- Ornithogalum adanense Demirci & E.Kaya: Sie wurde 2014 aus der Türkei erstbeschrieben.[10]
- Ornithogalum adseptentrionesvergentulum U.Müll.-Doblies & D.Müll.-Doblies: Sie kommt in der südafrikanischen Provinz Westkap vor. Sie gilt als „Least Concern“ = „nicht gefährdet“.[11]
- Ornithogalum aetfatense U.Müll.-Doblies & D.Müll.-Doblies: Sie kommt in der südafrikanischen Provinz Mpumalanga vor. Sie gilt als „Least Concern“ = „nicht gefährdet“.[11]
- Ornithogalum alatepense Yild. & Kiliç: Sie wurde 2016 aus der Türkei erstbeschrieben.[10]
- Ornithogalum alatum Turrill: Sie kommt auf der östlichen Balkanhalbinsel vor.[10]
- Ornithogalum alpigenum Stapf: Sie kommt nur in der südwestlichen bis südlichen Türkei vor.[10]
- Ornithogalum amblyocarpum Zahar.: Dieser Endemit kommt nur im westlichen Transkaukasien vor.[10]
- Ornithogalum amphibolum Zahar.: Sie kommt von Bulgarien bis zum südlichen Teil der Republik Moldau und zum nördlichen Griechenland vor.[10]
- Ornithogalum amplificatum(Speta) Aslan: Sie wurde 2012 aus der Türkei erstbeschrieben.[10]
- Ornithogalum anamurense Speta: Sie kommt in der Türkei vor.[10]
- Ornithogalum anatolicum Zahar.: Sie kommt in der Türkei vor.[10]
- Ornithogalum anguinum F.M.Leight. ex Oberm.: Sie kommt in der südafrikanischen Provinz Ostkap vor. Sie gilt als „Least Concern“ = „nicht gefährdet“.[11]
- Ornithogalum annae-ameliae U.Müll.-Doblies & D.Müll.-Doblies: Sie kommt in Eswatini vor.[10]
- Ornithogalum apiculatum Zahar.: Sie kommt in Syrien vor.[10]
- Arabischer Milchstern (Ornithogalum arabicum L.): Er kommt im Mittelmeerraum und im westlichen Sudan vor.[10]
- Ornithogalum arcuatum Steven: Sie kommt von der östlichen Türkei bis zum nördlichen Iran vor.[10]
- Ornithogalum arianum Lipsky: Sie kommt vom südlichen Turkmenistan bis zum nordwestlichen Afghanistan vor.[10]
- Ornithogalum armeniacum Baker: Sie kommt von Nordmazedonien bis zur südlichen und westlichen Türkei vor.[10]
- Ornithogalum atticum Boiss. & Heldr.: Sie kommt im südöstlichen Griechenland und auf Euböa vor.[10]
- Ornithogalum balansae Boiss.: Sie kommt von der Türkei bis zum Kaukasusraum vor.[10]
- Ornithogalum baeticum Boiss.: Sie kommt in Marokko, Algerien, Tunesien, Libyen, Portugal und Spanien vor.[10]
- Ornithogalum benguellense Baker: Sie kommt in Angola vor.[10]
- Ornithogalum beyazoglui Bağcı, Savran & O.D.Düșen: Sie wurde 2011 aus der Türkei erstbeschrieben.[10]
- Ornithogalum bicornutum F.M.Leight.: Sie kommt in der südafrikanischen Provinz Nordkap vor. Sie gilt als „Least Concern“ = „nicht gefährdet“.[11]
- Ornithogalum boissieri Bidarlord & F.Ghahrem.: Sie wurde 2016 aus dem Iran erstbeschrieben.[10]
- Grüner Milchstern (Ornithogalum boucheanum (Kunth) Asch.)[13]
- Ornithogalum bourgaeanum Jord. & Fourr.: Sie kommt in Portugal, Spanien, auf den Balearen, in Frankreich und Italien vor.[10]
- Ornithogalum brevipedicellatum Boiss. ex Baker: Dieser Endemit kommt nur in der südwestlichen Türkei vor.[10]
- Ornithogalum britteniae F.M.Leight. ex Oberm.: Von diesem Endemiten ist nur ein Fundort auf der Table Farm nahe Grahamstown im Ostkap bekannt. Dieser Bestand ist durch Trittschäden von Weidevieh fortlaufend beeinträchtigt. Sie gilt als „Vulnerable“ = gefährdet.[11]
- Ornithogalum broteroi M.Laínz: Sie kommt in Portugal, im westlichen Spanien und westlichen Marokko vor.[12][10]
- Ornithogalum bungei Boiss.: Sie kommt im Iran vor.[10]
- Ornithogalum campanulatum U.Müll.-Doblies & D.Müll.-Doblies: Sie kommt im Nordkap vor. Sie gilt als „Least Concern“ = „nicht gefährdet“.[11]
- Ornithogalum candicans (Baker) J.C.Manning & Goldblatt: Es gibt viele Fundorte in den Drakensbergen in Lesotho, südlichen Mpumalanga, Free State und KwaZulu-Natal. Sie gilt als „Least Concern“ = „nicht gefährdet“.[11]
- Ornithogalum capillare J.M.Wood & M.S.Evans: Sie ist im südlichen Afrika verbreitet, beispielsweise in Südafrika in KwaZulu-Natal sowie Mpumalanga. Sie gilt als „Least Concern“ = „nicht gefährdet“.[11]
- Ornithogalum capillifolium Fourc.: Über diese Art ist wenig bekannt. Es sind keine weiteren Herbarbelege bekannt als diejenigen, die in der Erstbeschreibung 1934 genannt werden. Die beiden Fundorte, die dort genannt werden, sind die Tsitsikamma- und Kouga-Berge in der Provinzen Ost- sowie Westkap.[11]
- Ornithogalum ceresianum F.M.Leight.: Dieser Endemit ist nur noch von zwei oder vielleicht drei Fundorten in Warm Bokkeveld östliche von Ceres im Westkap bekannt. Es gab nur wenige Aufsammlungen. Die Bestände nehmen durch menschlichen Einfluss fortlaufend ab. Sie gilt als „Endangered“ = stark gefährdet.[11]
- Ornithogalum cernuum Baker: Sie kommt im südlichen tropischen Afrika vor.[10]
- Ornithogalum chetikianum Uysal, Ertugrul & Dural: Sie wurde 2005 aus der Türkei erstbeschrieben.[10]
- Ornithogalum chionophilum Holmboe: Dieser Endemit kommt nur im Troodos-Gebirge auf Zypern vor.[10]
- Ornithogalum ciliiferum U.Müll.-Doblies & D.Müll.-Doblies: Sie kommt in den südafrikanischen Provinzen Nord- sowie Westkap vor. Sie gilt als „Least Concern“ = „nicht gefährdet“.[11]
- Ornithogalum comptonii F.M.Leight.: Sie kommt von Matjiesfontein bis Prince Albert sowie Barrydale im Westkap vor. Sie ist nur von sieben Fundorten bekannt, dort ist sie häufig, vielleicht wurde sie an anderen Standorten übersehen und deshalb wird sie nicht als vom Aussterben bedroht bewertet; sie gilt als „Least Concern“ = „nicht gefährdet“.[11]
- Ornithogalum collinum Guss.: Es gibt etwa zwei Unterarten:
  - Ornithogalum collinum Guss. subsp. collinum: Sie kommt in Südeuropa vor.[10]
  - Ornithogalum collinum subsp. rhodium Speta: Dieser Endemit kommt nur auf Rhodos vor.[10]
- Ornithogalum comosum L. (Syn.: Ornithogalum pannonicum Chaix ex Vill.): Sie kommt von Mittel- und Südosteuropa bis zur Türkei vor.[10]
- Ornithogalum concinnum Salisb.: Sie kommt in Portugal und im westlichen Spanien vor.[10]
- Ornithogalum conicum Jacq. (Syn.: Ornithogalum aestivum L.Bolus, Ornithogalum conicum Jacq. subsp. conicum, Ornithogalum lacteum Jacq., Ornithogalum lacteum var. conicum (Jacq.) Baker): Sie kommt von Graafwater bis Gordon’s Bay im Westkap vor. Einige Bestände sind durch menschlichen Einfluss am Abnehmen. An einigen Fundorten ist sie häufig und deshalb wird sie nicht als vom Aussterben bedroht bewertet; sie gilt als „Least Concern“ = „nicht gefährdet“.[11]
- Ornithogalum constrictum F.M.Leight.: Sie kommt in den südafrikanischen Provinzen Ost- sowie Westkap vor. Sie gilt als „Least Concern“ = „nicht gefährdet“.[11]
- Ornithogalum convallarioides H.Perrier: Sie kommt im nordwestlichen Madagaskar in der Provinz Mahajanga vor.[14]
- Ornithogalum corsicum Jord. & Fourr: Sie kommt nur auf Sardinien und Korsika vor.[12][10]
- Ornithogalum corticatum Mart.-Azorín: Sie wurde 2007 erstbeschrieben. Sie kommt nur im Roggeveld Escarpment im Nord- sowie Westkap vor. Sie gedeiht zwar nur in einem kleinen Gebiet, gilt aber trotzdem nicht als gefährdet. Das Habitat wird beweidet, aber durch die Giftigkeit der Pflanzenteil wird diese Art nicht vom Vieh gefressen, dies führt dazu, dass diese Art lokal sehr häufig ist. Sie gilt als „Least Concern“ = „nicht gefährdet“.[11]
- Ornithogalum creticum Zahar.: Dieser Endemit kommt nur auf Kreta vor.[10]
- Ornithogalum cuspidatum Bertol.: Sie kommt in Westasien vor.[10]
- Ornithogalum dalmaticum Speta: Sie wurde 2016 aus Kroatien erstbeschrieben.[10]
- Ornithogalum decusmontium G.Will.: Sie kommt im Nordkap vor. Sie gilt als „Least Concern“ = „nicht gefährdet“.[11]
- Ornithogalum ×degenianum Polg. (= Ornithogalum boucheanum × Ornithogalum umbellatum): Diese Hybride kommt im östlichen Mitteleuropa vor.[10]
- Ornithogalum deltoideum Baker (Syn.: Ornithogalum richardii F.M.Leight.): Sie kommt von Namibia[10] bis zum Nordkap[11] vor.
- Ornithogalum demirizianum H.Malyer & Koyuncu: Sie kommt in der Türkei in der Umgebung von Ankara vor.[10]
- Ornithogalum diphyllum Baker: Sie kommt in KwaZulu-Natal vor. Sie gilt als „Least Concern“ = „nicht gefährdet“.[11]
- Spreizender Dolden-Milchstern (Ornithogalum divergens Boreau): Sie kommt vom Mittelmeerraum bis Mitteleuropa vor.[10]
- Ornithogalum dolichopharynx U.Müll.-Doblies & D.Müll.-Doblies: Sie kommt im Nordkap vor. Sie gilt als „Least Concern“ = „nicht gefährdet“.[11]
- Ornithogalum dregeanum Kunth (Syn.: Ornithogalum graminifolium Baker non Thunb.): Sie kommt im Westkap vor. Sie gilt als „Least Concern“ = „nicht gefährdet“.[11]
- Orangefarbener Milchstern[13] (Ornithogalum dubium Houtt., Syn.: Ornithogalum alticola F.M.Leight., Ornithogalum aureum Curtis, Ornithogalum brownleei F.M.Leight., Ornithogalum citrinum Poelln. ex Schltr., Ornithogalum fergusoniae L.Bolus, Ornithogalum fimbrimarginatum F.M.Leight., Ornithogalum flavescens Jacq., Ornithogalum flavissimum Jacq., Ornithogalum gilgianum Schltr. ex Poelln., Ornithogalum leipoldtii L.Bolus, Ornithogalum miniatum Jacq., Ornithogalum miniatum var. album E.Barnes, Ornithogalum miniatum var. vandermerwei (E.Barnes) F.M.Leight., Ornithogalum perpulchrum Schltr. ex Poelln., Ornithogalum pillansii F.M.Leight., Ornithogalum subcoriaceum L.Bolus, Ornithogalum thyrsoides var. aureum (Curtis) Baker, Ornithogalum thyrsoides var. flavissimum (Jacq.) Baker, Ornithogalum thyrsoides var. miniatum (Jacq.) Baker, Ornithogalum vandermerwei E.Barnes): Er ist in den südafrikanischen Provinzen Ost-, Nord- sowie Westkap vom Bokkeveld Escarpment bis zur Kaphalbinsel und ostwärts bis Stutterheim sowie Kentani verbreitet und häufig. Die Bestände sind stabil. Sie gilt als „Least Concern“ = „nicht gefährdet“.[11]
- Ornithogalum erichpaschei (Speta) Uysal & Ertugrul: Diese Neukombination erfolgte 2012; die Erstbeschreibung erfolgte 2011 als Loncomelos erichpaschei Speta. Sie kommt in der Türkei vor.[10]
- Ornithogalum esterhuyseniae Oberm. (Syn.: Ornithogalum corymbosum Ruíz & Pav.): Dieser seltene Endemit ist von neun Fundorten bekannt. Sie gedeiht in hochalpinen Höhenlagen vom Hex River bis zu den Hottentots Holland Bergen im Westkap. Obwohl sie nur so lokal vorkommt, gilt sie nicht als gefährdet.[11]
- Ornithogalum euxinum Speta: Sie kommt im europäischen Teil der Türkei vor.[10]
- Ornithogalum exaratum Zahar.: Sie kommt nur auf den griechischen Inseln Euböa und Samos vor.[10]
- Ornithogalum exscapum Ten.: Sie kommt in Italien, Sizilien, Albanien, Griechenland und im früheren Jugoslawien vor.[10]
- Ornithogalum falcatum (G.J.Lewis) J.C.Manning & Goldblatt: Sie kommt in Namibia vor.[10]
- Ornithogalum filicaule J.C.Manning & Goldblatt: Dieser seltene Endemit ist von weniger als fünf Fundorten im Namaqualand im Kamiesberg-Gebiet im Nordkap. Die Bestände sind potentiell gefährdet durch Landwirtschaft und Ausweitung der Infrastruktur. Sie gilt als „Vulnerable“ = gefährdet.[11]
- Gefranster Milchstern (Ornithogalum fimbriatum Willd.):[13] Es gibt etwa zwei Unterarten:
  - Ornithogalum fimbriatum subsp. fimbriatum: Sie kommt von Südosteuropa bis zur Krim vor.[10]
  - Ornithogalum fimbriatum subsp. gracilipes (Zahar.) Landström: Sie kommt im südlichen bis zentralen Griechenland vor.[10]
- Ornithogalum fischerianum Krasch.: Sie kommt von der Ukraine bis ins westliche Sibirien vor.[10]
- Ornithogalum fissurisedulum U.Müll.-Doblies & D.Müll.-Doblies: Sie kommt in Namibia vor.[10]
- Ornithogalum flexuosum (Thunb.) U.Müll.-Doblies & D.Müll.-Doblies (Syn.: Ornithogalum ornithogaloides (Kunth) Oberm., Ornithogalum zeyheri Baker): Sie ist im südlichen Afrika verbreitet.[10][11]
- Ornithogalum fuscescens Boiss. & Gaill.: Sie kommt von Syrien bis Israel vor.[12][10]
- Ornithogalum gabrielianiae Agapova: Dieser Endemit kommt nur im südlichen Transkaukasien vor.[12][10]
- Ornithogalum gambosanum Baker: Sie kommt in Angola vor.[10]
- Ornithogalum geniculatum Oberm.: Sie kommt von Namibia bis zum südafrikanischen Nordkap[11] vor.[10]
- Ornithogalum gifbergense D.Müll.-Doblies & U.Müll.-Doblies: Über diese Art wurde 1996 erstbeschrieben, aber es liegen zu wenige Daten vor. Sie wurde bisher nur am Gifberg im Westkap gefunden, vielleicht ist es ein Synonym.[11]
- Ornithogalum gorenflotii (Moret) Speta: Dieser Endemit kommt nur im Hohen Atlas in Marokko vor.[10]
- Ornithogalum graciliflorum K.Koch: Sie kommt von der zentralen Türkei bis Transkaukasien vor.[10]
- Ornithogalum gracillimum R.E.Fr.: Sie kommt vom südlichen Äthiopien bis Kenia vor.[10]
- Ornithogalum graecum Zahar.: Sie kommt in Griechenland vor.[10]
- Ornithogalum graminifolium Thunb. (Syn.: Ornithogalum aloiforme Oberm., Ornithogalum angustifolium L.Bolus, Ornithogalum attenuatum F.M.Leight., Ornithogalum brevifolium Poelln., Ornithogalum crispifolium F.M.Leight., Ornithogalum humifusum Baker, Ornithogalum inandense Baker, Ornithogalum longiscapum Baker, Ornithogalum natalense Baker, Ornithogalum pubescens Baker, Ornithogalum stenophyllum Baker, Ornithogalum trichophyllum Baker): Sie ist im südlichen Afrika verbreitet.[10][11]
- Ornithogalum gregorianum U.Müll.-Doblies & D.Müll.-Doblies: Sie kommt im Nordkap vor.[11]
- Ornithogalum ×gugliae Widder (= Ornithogalum boucheanum × Ornithogalum comosum): Sie kommt in Österreich vor.[10]
- Ornithogalum gussonei Ten.: Sie kommt in Italien und von Griechenland bis zur südwestlichen Türkei vor.[10]
- Ornithogalum haalenbergense U.Müll.-Doblies & D.Müll.-Doblies: Sie kommt im südwestlichen Namibia vor.[10]
- Ornithogalum hajastanum Agapova: Sie kommt von der nordöstlichen Türkei bis Transkaukasien vor.[10]
- Ornithogalum hallii Oberm.: Man glaubte, dass die Art ausgestorben sei als die Population am Typusstand durch den Bau der Sishen-Saldanha-Bahnstrecke zerstört wurde; seit den frühen 1970er Jahren gab es keinen Fund mehr. Sie wurde 2014 auf einer Farm etwa 15 km vom Typusstandort entfernt auf der anderen Seite von Vredendal im Olifants River Tal im Westkap wiederentdeckt. Dort gab es eine große Population mit einigen hundert Exemplaren in einem Gebiet, das für einen Weinberg markiert war. Der größte Teil des Habitats wurde unter Schutz gestellt. Die Bestände scheinen trotzdem abzunehmen. Es könnte sein, dass zwar nur diese eine Population bekannt ist, aber dass diese Art an anderen ähnlichen Standorten übersehen wurde. Weiteres Monitoring ist erforderlich. Sie gilt als „Endangered“ = stark gefährdet.[11]
- Ornithogalum hesperanthum U.Müll.-Doblies & D.Müll.-Doblies: Sie kommt in Bergregionen von Cederberg bis Koue Bokkeveld, und an einem isolierten Fundort im Richtersveld in den südafrikanischen Provinzen Nord- sowie Westkap vor. Sie gilt als „Least Concern“ = „nicht gefährdet“.[11]
- Ornithogalum hispidulum U.Müll.-Doblies & D.Müll.-Doblies: Sie kommt in Namibia[10] und im Nordkap[11] vor.
- Ornithogalum hispidum Hornem.: Es gibt etwa zwei Unterarten im südlichen Afrika:[11]
  - Ornithogalum hispidum subsp. bergii (Schltdl.) Oberm.: Sie kommt in Namibia und im Westkap vor.[11]
  - Ornithogalum hispidum Hornem. subsp. hispidum (Syn.: Ornithogalum ciliatifolium F.M.Leight., Ornithogalum distans L.Bolus, Ornithogalum karrooicum F.M.Leight., Ornithogalum marlothii F.M.Leight., Ornithogalum salteri F.M.Leight., Ornithogalum urbanium Schltr. ex Poelln): Sie kommt in Namibia und im Nord- sowie Westkap vor.[11]
- Ornithogalum hyrcanum Grossh.: Sie kommt vom südöstlichen Transkaukasien bis zum Iran vor.[12][10]
- Ornithogalum immaculatum Speta: Sie kommt in Griechenland vor.[10]
- Ornithogalum imereticum Sosn.: Dieser Endemit kommt nur im westlichen Transkaukasien vor.[10]
- Ornithogalum improbum Speta: Dieser Endemit kommt nur in der westlichen Türkei in Bozdaǧ bei Izmir vor.[15]
- Ornithogalum inclusum F.M.Leight.: Es ist nur ein historischer Fundort im Botterkloof Tal bekannt. Der einzige noch vorhandene Fundort liegt im Doorn River Tal nordöstlich von Clanwilliam im Westkap. Das Habitat liegt in einem durch Landwirtschaft stark veränderten und degradierten Gebiet. Fortlaufend ist der Bestand durch Rooibostee-Plantagen bedroht. Diese seltene Art wurde 2006 als Critically Endangered = vom Aussterben bedroht bewertet.[11]
- Ornithogalum insulare Kypriotakis, Antaloudaki & Tzanoudakis: Sie wurde 2018 aus Kreta erstbeschrieben.[16]
- Ornithogalum iranicum Zahar.: Sie kommt im Iran vor.[10]
- Ornithogalum iraqense Feinbrun: Dieser Endemit kommt nur im nördlichen Irak vor.[10]
- Ornithogalum isauricum O.D.Düsen & Sümbül: Sie kommt in der Türkei vor.[10]
- Ornithogalum joschtiae Speta: Dieser Endemit kommt nur in der nordwestlichen Türkei vor.[10]
- Ornithogalum juncifolium Jacq.: Es gibt seit 2005 zwei Varietäten im südlichen Afrika:[11]
  - Ornithogalum juncifolium var. emsii Van Jaarsv. & A.E.van Wyk: Sie wurde 2005 aus dem Ostkap erstbeschrieben.
  - Ornithogalum juncifolium Jacq. var. juncifolium (Syn.: Ornithogalum brevifolium F.M.Leight., Ornithogalum comptum Baker, Ornithogalum epigeum F.M.Leight., Ornithogalum griseum Baker, Ornithogalum langebergense F.M.Leight., Ornithogalum leptophyllum Baker, Ornithogalum limosum Fourc., Ornithogalum lithopsoides Van Jaarsv., Ornithogalum oliganthum Baker, Ornithogalum setifolium Kunth, Ornithogalum stenostachyum Baker, Ornithogalum subulatum Baker, Ornithogalum tenuipes C.H.Wright): Sie ist in Lesotho sowie Swaziland und im östlichen Südafrika Free State, Gauteng, KwaZulu-Natal, Limpopo, Mpumalanga, North West, Ost- sowie Westkap verbreitet und reicht nach Westen bis zur Kleinen Karoo sowie Caledon.[11]
- Ornithogalum khuzestanicum Heidaryan, Hamdi & Assadi: Sie wurde 2012 aus dem Iran erstbeschrieben.[10]
- Ornithogalum kilicii Yild.: Sie wurde 2017 der Türkei erstbeschrieben.[17]
- Ornithogalum kuereanum Speta: Sie kommt in der Türkei vor.[10]
- Ornithogalum kurdicum Bornm.: Dieser Endemit kommt nur im nördlichen Irak vor.[10]
- Ornithogalum lanceolatum Labill.: Sie kommt von der südlichen Türkei bis Israel vor.[10]
- Ornithogalum leeupoortense U.Müll.-Doblies & D.Müll.-Doblies: Dieser Endemit wurde nur selten aufgesammelt, es wird aber vermutet, dass er nicht gefährdet ist. Er gedeiht nur an felsigen Südhängen von Richtersveld bis Springbok im südafrikanischen Nordkap vor. Sie gilt als „Least Concern“ = „nicht gefährdet“.[11]
- Ornithogalum libanoticum Boiss.: Dieser Endemit kommt nur im südlichen Libanon vor.[12][10]
- Ornithogalum longicollum U.Müll.-Doblies & D.Müll.-Doblies: Sie kommt im Nordkap vor. Sie gilt als „Least Concern“ = „nicht gefährdet“.[11]
- Ornithogalum luschanii Stapf: Sie kommt von der östlichen Türkei bis zum westlichen Iran vor.[10]
- Ornithogalum lychnite Speta: Dieser Endemit kommt nur in Nordmazedonien vor.[10]
- Ornithogalum macrum Speta[18]: Dieser Endemit kommt in der Türkei nur in der Umgebung von Antalya vor.[10]
- Ornithogalum maculatum Jacq. (Syn.: Ornithogalum insigne F.M.Leight., Ornithogalum maculatum var. speciosum (Baker) F.M.Leight., Ornithogalum maculatum var. splendens (L.Bolus) F.M.Leight., Ornithogalum maculatum Thunb. non Jacq., Ornithogalum magnificum Poelln., Ornithogalum rossouwii U.Müll.-Doblies & D.Müll.-Doblies, Ornithogalum speciosum Baker non Salisb. nor Rafin, Ornithogalum splendens L.Bolus, Ornithogalum thunbergianum Baker, Ornithogalum thunbergianum var. concolor Baker): Sie ist vom zentralen Namaqualand bis Malmesbury und ostwärts bis Prince Albert in den südafrikanischen Provinzen Nord- sowie Westkap verbreitet und häufig. Sie gilt als „Least Concern“ = „nicht gefährdet“.[11]
- Ornithogalum magnum Krasch. & Schischk.: Sie kommt im Kaukasusraum vor.[10]
- Ornithogalum malatyanum Mutlu: Sie wurde 2012 aus der Türkei erstbeschrieben.[10]
- Ornithogalum mater-familias U.Müll.-Doblies & D.Müll.-Doblies: Sie kommt im Nordkap vor. Sie gilt als „Least Concern“ = „nicht gefährdet“.[11]
- Ornithogalum mekselinae Varol: Sie wurde 2005 aus der Türkei erstbeschrieben.[10]
- Berg-Milchstern (Ornithogalum montanum Cirillo): Er kommt vom zentralen bis südlichen Italien und in Transkaukasien vor.[10]
- Ornithogalum monophyllum Baker: Es gibt etwa zwei Unterarten:[10][11]
  - Ornithogalum monophyllum Baker subsp. monophyllum: Sie kommt in Mpumalanga[11] und Eswatini[10] vor.
  - Ornithogalum monophyllum subsp. eckardtianum U.Müll.-Doblies & D.Müll.-Doblies: Sie kommt im Ostkap vor. Sie gilt als „Least Concern“ = „nicht gefährdet“.[11]
- Ornithogalum munzurense Speta: Sie kommt in der Türkei vor.[10]
- Ornithogalum mysum Speta[19]: Dieser Endemit kommt nur in der westlichen Türkei vor.[10]
- Ornithogalum nallihanense Yild. & Dogru-Koca: Sie wurde 2010 aus nordwestlichen Türkei erstbeschrieben.[10]
- Ornithogalum namaquanulum U.Müll.-Doblies & D.Müll.-Doblies: Sie kommt im Nordkap vor. Sie gilt als „Least Concern“ = „nicht gefährdet“.[11]
- Ornithogalum nanodes F.M.Leight.: Sie kommt von Namibia[10] bis zu den südafrikanischen Provinzen Nord- sowie Westkap vor. Sie gilt in Südafrika als „Least Concern“ = „nicht gefährdet“.[11]
- Narbonne-Milchstern (Ornithogalum narbonense L.):[13] Er kommt vom Mittelmeerraum bis zum westlichen Iran vor.[10]
- Ornithogalum navaschinii Agapova: Sie kommt auf der Krim und von der Türkei bis zum nördlichen Iran vor.[10]
- Ornithogalum naviculum W.F.Barker ex Oberm.: Von diesem seltenen Endemiten ist nur ein Fundort bekannt. Es handelt sich um einen Habitatspezialisten, der nur über dem Knersvlakte Quartz Vygieveld in Knersvlakte, Hol River in der Sukkulenten-Karoo im Westkap vorkommt. Durch den Bau einer Bahnstrecke gab es einen Habitatverlust. Der Bestand ist fortlaufend gefährdet durch Gipsabbau und Getreideanbau. Seit 2006 gilt diese Art als Vulnerable = Gefährdet.[11]
- Ornithogalum neopatersonia J.C.Manning & Goldblatt (Syn.: Ornithogalum uitenhagense (Schönland) J.C.Manning & Goldblatt): Sie wurde 2006 erstbeschrieben und kommt im Ost- sowie Westkap vor. Sie gilt als „Least Concern“ = „nicht gefährdet“.[11]
- Ornithogalum neurostegium Boiss. & Blanche: Es gibt etwa zwei Unterarten:
  - Ornithogalum neurostegium subsp. eigii (Feinbrun) Feinbrun: Sie kommt von Syrien bis Israel vor.[10]
  - Ornithogalum neurostegium subsp. neurostegium: Sie kommt von der Türkei bis Jordanien und bis zum westlichen Iran vor.[10]
- Ornithogalum nitidum Yild. & Kiliç: Sie wurde 2019 aus der Türkei erstbeschrieben.[20]
- Ornithogalum nivale Boiss.: Sie kommt in der nördlichen und westlichen Türkei vor.[10]
- Ornithogalum niveum Aiton (Syn.: Ornithogalum bergusianum Poelln., Ornithogalum pauciflorum Baker non Raf. nor Turcz.): Sie wurde 1789 anhand von kultivierten Pflanzenexemplaren aus dem Westkap erstbeschrieben. Es ist nur Herbarmaterial bekannt.[11]
- Ornithogalum nurdaniae Bagci & Savran: Sie wurde 2009 aus der Türkei erstbeschrieben.[10]
- Nickender Milchstern (Ornithogalum nutans L.):[13] Er kommt ursprünglich von Bulgarien bis zur Türkei vor, ist im sonstigen Europa und in Nordamerika ein Neophyt.[10]
- Ornithogalum ocellatum Speta: Dieser Endemit kommt nur im westlichen Transkaukasien vor.[10]
- Wenigblättriger Milchstern (Ornithogalum oligophyllum E.D.Clarke):[13] Sie kommt von der Balkanhalbinsel bis zum nordwestlichen Iran vor.[10]
- Ornithogalum oreoides Zahar.: Sie kommt vom nordöstlichen Bulgarien und von Rumänien bis zur südwestlichen Ukraine vor.[10]
- Ornithogalum orthophyllum Ten.: Es gibt etwa fünf Unterarten:
  - Ornithogalum orthophyllum subsp. acuminatum (Schur) Zahar.: Dieser Endemit kommt nur in den südlichen Karpaten vor.[10]
  - Ornithogalum orthophyllum subsp. kochii (Parl.) Zahar.: Sie kommt im nordwestlichen Afrika und von Europa bis zum Iran vor.[10]
  - Ornithogalum orthophyllum subsp. orbelicum (Velen.) Zahar.: Dieser Endemit kommt nur in den Gebirgen Bulgariens vor.[10]
  - Ornithogalum orthophyllum E.D.Clarke subsp. orthophyllum: Sie kommt nur in Mittel- bis Süditalien vor.[10]
  - Ornithogalum orthophyllum subsp. psammophilum (Zahar.) Zahar.: Dieser Endemit kommt im östlichen Rumänien vor.[10]
- Ornithogalum ostrovicense F.K.Mey.: Sie kommt nur in Albanien vor.[10]
- Ornithogalum paludosum Baker (Syn.: Ornithogalum ebulbe Schltr., Ornithogalum flanaganii Baker, Ornithogalum gracile Baker non K.G.Hagen, Ornithogalum gracilentum Baker, Ornithogalum lineare Baker, Ornithogalum oostachyum Baker, Ornithogalum uitenhagense Poelln.): Sie kommt in den südafrikanischen Provinzen KwaZulu-Natal, Mpumalanga, Ost- sowie Westkap vor. Sie gilt als „Least Concern“ = „nicht gefährdet“.[11]
- Ornithogalum pamphylicum O.D.Düsen & Sümbül: Dieser Endemit kommt nur in der südwestlichen Türkei vor.
- Ornithogalum pascheanum Speta: Sie kommt auf den östlichen Ägäischen Inseln und in der nordwestlichen Türkei vor.[10]
- Ornithogalum pedicellare Boiss. & Kotschy: Dieser Endemit kommt auf Zypern vor.[12][10]
- Ornithogalum pendens van Jaarsv.: Sie wurde 2009 erstbeschrieben. Dieser Habitatspezialist kommt nur im Skaap River Valley von Bulletrap bis zum Spektakel Pass im Nordkap vor.[11]
- Ornithogalum perdurans A.P.Dold & S.A.Hammer: Sie ist nur von zwei Fundorten von Kommadagga bis Grahamstown im Ostkap bekannt. Beide Bestände sind bedroht durch Landwirtschaft. Sie gilt als „Vulnerable“ = gefährdet.[11]
- Ornithogalum perparvum Poelln.: Es sind nur noch weniger als zehn Fundorte im Westkap von Karoopoort bis Riversdale bekannt. Die Bestände nehmen fortlaufend ab. Sie gilt als „Vulnerable“ = gefährdet.[11]
- Ornithogalum persicum Hausskn. ex Bornm.: Sie kommt von der östlichen Türkei bis zum westlichen Iran vor.[10]
- Ornithogalum petraeum Fourc.: Dieser seltene Habitatspezialist ist nur von zwei Fundorten vom östlichen Ende der Groot Swartberge und Suuranysberg nahe Kareedouw in den südafrikanischen Provinzen Ost- sowie Westkap bekannt. Es kann sein, dass es weitere Standorte gibt, die bisher übersehen wurden.[11]
- Ornithogalum pilosum L. f. (Syn.: Ornithogalum tenellum Jacq.): Sie kommt in der südafrikanischen Provinz Westkap vor.[11]
- Ornithogalum plurifolium Yild. & Kiliç: Sie wurde 2019 aus der Türkei erstbeschrieben.[20]
- Ornithogalum pluttulum Speta: Sie wurde 2016 erstbeschrieben und kommt von der Balkanhalbinsel bis zur Türkei vor.[10]
- Ornithogalum ponticum Zahar.: Sie kommt auf der Krim und im Kaukasusraum vor.[10]
- Ornithogalum prasinantherum Zahar.: Sie kommt in Albanien und Griechenland vor.[10]
- Ornithogalum prasinum Ker Gawl. (Syn.: Ornithogalum polyphlebium Baker): Sie ist von Botswana über Namibia bis zu den südafrikanischen Provinzen Free State, Gauteng, North West, Ost- sowie Nordkap verbreitet. Sie gilt als „Least Concern“ = „nicht gefährdet“.[11]
- Ornithogalum princeps (Baker) J.C.Manning & Goldblatt: Sie kommt in den südafrikanischen Provinzen Ostkap sowie KwaZulu-Natal vor. Sie gilt als „Least Concern“ = „nicht gefährdet“.[11]
- Ornithogalum pruinosum F.M.Leight. (Syn.: Ornithogalum glaucophyllum Schltr. ex Poelln.): Sie ist von Richtersveld bis Knersvlakte sowie Calvinia und ostwärts bis Kuruman in den südafrikanischen Provinzen Nord- sowie Westkap verbreitet und häufig. Sie gilt als „Least Concern“ = „nicht gefährdet“.[11]
- Ornithogalum puberulum Oberm. (Syn.: Ornithogalum merxmuelleri Roessler, Ornithogalum puberulum subsp. chris-bayeri U.Müll.-Doblies & D.Müll.-Doblies, Ornithogalum puberulum Oberm. subsp. puberulum): Sie kommt vom südlichen Namibia bis Richtersveld im Nordkap vor. Sie gilt als „Least Concern“ = „nicht gefährdet“.[11]
- Ornithogalum pullatum F.M.Leight. (Syn.: Ornithogalum pilosum subsp. pullatum (F.M.Leight.) Oberm.): Dieser seltene Habitatspezialist ist nur von sechs natürlich isolierten Fundorten von Kamiesberg bis zur Hantamregion von Calvinia bis Nieuwoudtville im Nordkap bekannt. Die Bestände sind stabil.[11]
- Ornithogalum pumilum Zahar.: Sie kommt von Kreta bis zu den östlichen Ägäischen Inseln vor.[10]
- Ornithogalum pycnanthum Wendelbo: Dieser Endemit kommt nur im westlichen Iran vor.[10]
- Ornithogalum pyramidale L.: Sie kommt von Mitteleuropa bis zum östlichen Rumänien vor.[10]
- Pyrenäen-Milchstern (Ornithogalum pyrenaicum L.):[13] Er kommt von West- und Mitteleuropa bis zum Mittelmeerraum vor.[10]
- Ornithogalum rausii (Speta) Danin: Sie kommt am Hermon im Libanon vor.[10]
- Ornithogalum refractum Kit. ex Schltdl.: Es gibt etwa zwei Varietäten:
  - Ornithogalum refractum var. adalgisae (H.Groves) Nyman: Sie kommt nur im südöstlichen Italien und in Kroatien vor.[10]
  - Ornithogalum refractum Kit. ex Schltdl. var. refractum: Sie kommt von Ungarn bis zum Kaukasusraum vor.[10]
- Ornithogalum regale (Hilliard & B.L.Burtt) J.C.Manning & Goldblatt: Sie kommt nur in den Drakensbergen in Lesotho und der südafrikanischen Provinz KwaZulu-Natal vor. Sie gilt in Südafrika als „Least Concern“ = „nicht gefährdet“.[10][11]
- Ornithogalum reverchonii Lange: Sie kommt im südlichen Spanien und kam früher auch in Marokko vor.[12][10]
- Ornithogalum rotatum U.Müll.-Doblies & D.Müll.-Doblies: Sie kommt in der südafrikanischen Provinz Nordkap vor. Sie gilt als „Least Concern“ = „nicht gefährdet“.[11]
- Ornithogalum rubescens F.M.Leight.: Sie kommt von Steinkopf bis Vanrhynsdorp in den südafrikanischen Provinzen Nord- sowie Westkap vor. Sie gilt als „Least Concern“ = „nicht gefährdet“.[11]
- Ornithogalum rupestre L. f. (Syn.: Ornithogalum aurantiacum Baker, Ornithogalum multifolium Baker, Ornithogalum virgineum Sol. ex Baker, Ornithogalum witteklipense F.M.Leight.): Sie gedeiht an vielen Fundorten in nur einem Habitattyp. Sie kommt von Richtersveld bis Vredenburg sowie Darling, Koue Bokkeveld sowie Laingsburg in den südafrikanischen Provinzen Nord- sowie Westkap. Sie gilt als „Least Concern“ = „nicht gefährdet“.[11]
- Ornithogalum saginatum Speta: Sie wurde 2016 erstbeschrieben. Sie kommt von Rumänien bis in die Türkei vor.[10]
- Ornithogalum samariae Zahar.: Sie kommt in Israel vor.[10]
- Ornithogalum sanandajense Maroofi: Sie wurde 2010 aus dem Iran erstbeschrieben.[10]
- Ornithogalum sancakense Yild. & Kiliç: Sie wurde 2019 aus der Türkei erstbeschrieben.[20]
- Ornithogalum sandrasicum Y?ld.: Sie wurde 2009 erstbeschrieben. Dieser Endemit kommt in der südwestlichen Türkei vor.[10]
- Ornithogalum sardienii van Jaarsv.: Sie ist bisher nur vom Typusfundort an dem sie 1990 gesammelt wurde nahe Calitzdorp im Wynandsrivier gefunden. Sie ist sehr selten, aber ihr Bestand gilt nicht als gefährdet.[11]
- Riesen-Chincherinchee (Ornithogalum saundersiae Baker): Sie kommt Eswatini und in den südafrikanischen Provinzen Mpumalanga sowie KwaZulu-Natal[11] vor.[10]
- Ornithogalum schlechterianum Schinz (Syn.: Ornithogalum niveum Oberm. non Aiton, Ornithogalum oreogenes Schltr. ex Poelln., Ornithogalum rogersii Baker, Ornithogalum vallis-gratiae Schltr. ex Poelln.): Sie kommt häufig im Westkap von der Kaphalbinsel bis zu den Outeniqua-Bergen sowie Swartbergen vor.[11]
- Ornithogalum sephtonii Hilliard & B.L.Burtt: Sie kommt im Ostkap vor. Sie gilt als „Least Concern“ = „nicht gefährdet“.[11]
- Ornithogalum sessiliflorum Desf.: Sie kommt in Marokko und Algerien vor.[10]
- Ornithogalum sibthorpii Freyn & Sint.[21] (Syn.: Ornithogalum nanum Sm. nom. illeg.): Sie kommt in der nordwestlichen Türkei sowie in Griechenland und auf Kreta vor.[21]
- Ornithogalum sigmoideum Freyn & Sint.: Sie kommt in der nordöstlichen Türkei vor.[21]
- Ornithogalum sintenisii Freyn: Sie kommt vom östlichen Kaukasus bis zum nördlichen Iran vor.[10]
- Ornithogalum sorgerae Wittmann: Sie kommt in der südlichen bis zentralen Türkei vor.[10]
- Ornithogalum spetae Wittmann: Sie kommt in Griechenland vor.[10]
- Ornithogalum sphaerocarpum A.Kern.: Sie kommt von Mitteleuropa und Südeuropa bis Syrien vor.[10]
- Ornithogalum sphaerolobum Zahar.: Dieser Endemit kommt nur auf der Insel Kastelorizo in der Ägäis vor.[10]
- Ornithogalum strictum L.Bolus (Syn.: Ornithogalum conicum subsp. strictum (L.Bolus) Oberm., Ornithogalum conicum var. strictum (L.Bolus) F.M.Leight.): Sie ist in den südafrikanischen Provinzen Nord- sowie Westkap von Nieuwoudtville bis Piketberg, Ceres sowie im Klein Roggeveld verbreitet und häufig. Sie gilt als „Least Concern“ = „nicht gefährdet“.[11]
- Ornithogalum sumbulianum O.D.Düsen & Deniz: Sie wurde 2005 aus der Türkei erstbeschrieben.[10]
- Ornithogalum synadelphicum U.Müll.-Doblies & D.Müll.-Doblies: Sie kommt nur in der südafrikanischen Provinz Westkap vor. Sie gilt als „Least Concern“ = „nicht gefährdet“.[11]
- Ornithogalum synanthifolium F.M.Leight.: Sie kommt in der südafrikanischen Provinz Ostkap von Umtata bis Grahamstown und Kentani vor. Sie gilt als „Least Concern“ = „nicht gefährdet“.[11]
- Ornithogalum tanquanum (Mart.-Azorín & M.B.Crespo) J.C.Manning & Goldblatt (Syn.: Ethesia tanquana Mart.-Azorín & M.B.Crespo): Sie wurde 2012 aus der Tankwa Karoo in der südafrikanischen Provinz Nordkap erstbeschrieben. Diese Neukombination erfolgte 2013.[22]
- Ornithogalum tardum (Speta) Uysal & Ertugrul: Sie kommt in der Türkei vor.[10]
- Ornithogalum televirnum Speta: Sie wurde 2016 aus Kroatien erstbeschrieben.[10]
- Ornithogalum thermophilum F.M.Leight.: Sie kommt nur in der südafrikanischen Provinz Westkap vor.[11]
- Ornithogalum thunbergianulum D.Müll.-Doblies & U.Müll.-Doblies (Syn.: Ornithogalum thunbergii Kunth, Ornithogalum tortuosum Baker): Sie ist in den südafrikanischen Provinzen Ost-, Nord- sowie Westkap von Sutherland bis Worcester sowie Ladismith verbreitet und eine Aufsammlung gibt es vom Baviaanskloof nahe Steytlerville. Sie gilt als „Least Concern“ = „nicht gefährdet“.[11]
- Kap-Milchstern (Ornithogalum thyrsoides Jacq., Ornithogalum bicolor Haw., Ornithogalum coarctatum Jacq., Ornithogalum hermannii F.M.Leight.): Er ist in den südafrikanischen Provinzen Nord- sowie Westkap verbreitet und häufig. Sie gilt als „Least Concern“ = „nicht gefährdet“.[11]
- Ornithogalum tortuosum Baker: Sie kommt in den südafrikanischen Provinzen Nord- sowie Westkap vor. Sie gilt als „Least Concern“ = „nicht gefährdet“.[11]
- Ornithogalum transcaucasicum Miscz. ex Grossh.: Sie kommt von der nordöstlichen Türkei bis Transkaukasien vor.[10]
- Ornithogalum trichophyllum Boiss.: Sie kommt in Libyen, Ägypten, auf der Sinaihalbinsel, in Palästina und auf Zypern vor.[10]
- Ornithogalum tropicale Baker: Sie kommt in Sierra Leone vor.[10]
- Ornithogalum ulixis (Speta) Raus: Sie kommt vom westlichen Griechenland bis zu den griechischen Inseln im Ionischen Meer vor.[10]
- Ornithogalum uluense Speta: Dieser Endemit kommt nur in der nordwestlichen Türkei vor.[10]
- Dolden-Milchstern (Ornithogalum umbellatum L.):[13] Er kommt ursprünglich von Europa bis zum östlichen Mittelmeergebiet vor, ist aber in zahlreichen anderen Ländern ein Neophyt.[10]
- Ornithogalum umbratile Tornad. & Garbari: Sie wurde 2003 erstbeschrieben. Sie kommt in Italien vor.[10]
- Ornithogalum vasakii Speta: Sie kommt in der Türkei vor.[10]
- Ornithogalum verae U.Müll.-Doblies & D.Müll.-Doblies: Dieser seltene Endemit kommt nur im Roggeveld Escarpment im Nordkap vor. Es sind nur zwei Aufsammlungen bekannt, aber vielleicht wurde sie übersehen, ihre Bestände gelten 2016 stabil.[11]
- Ornithogalum viridiflorum (I.Verd.) J.C.Manning & Goldblatt: Sie kommt in Lesotho[10] und in den südafrikanischen Provinzen Free State sowie Ostkap vor. Sie gilt als „Least Concern“ = „nicht gefährdet“.[11]
- Ornithogalum visianicum Tomm.: Sie kommt nur in Kroatien vor.[12][10]
- Gewöhnlicher Dolden-Milchstern (Ornithogalum vulgare Sailer): Sie kommt in Deutschland und Österreich vor.[10]
- Ornithogalum wiedemannii Boiss.: Es gibt etwa zwei Varietäten:
  - Ornithogalum wiedemannii Boiss. var. wiedemannii: Sie kommt vom nordöstlichen Griechenland bis zur Türkei vor.[10]
  - Ornithogalum wiedemannii var. reflexum (Freyn & Sint.) Speta: Dieser Endemit kommt nur in der nördlichen Türkei vor.[10]
- Ornithogalum × wildtii Podp. (= Ornithogalum boucheanum × Ornithogalum orthophyllum subsp. kochii): Sie kommt in Tschechien und in Ungarn vor.[10]
- Ornithogalum woronowii Krasch.: Sie kommt auf der Krim und im westlichen Kaukasusraum vor.[10]
- Ornithogalum xanthochlorum Baker: Sie kommt in den südafrikanischen Provinzen Nord- sowie Westkap vor. Sie gilt als „Least Concern“ = „nicht gefährdet“.[11]
- Ornithogalum yesilyurtense Yild. & Kiliç: Sie wurde 2019 aus der Türkei erstbeschrieben.[20]
- Ornithogalum yildirimlii Kiliç: Sie wurde 2017 aus der Türkei erstbeschrieben.[17]
- Ornithogalum zebrinellum U.Müll.-Doblies & D.Müll.-Doblies: Sie kommt in den südafrikanischen Provinzen Nord- sowie Westkap vor. Sie gilt als „Least Concern“ = „nicht gefährdet“.[11]